# OpenSUSE
openSUSE è un sistema operativo GNU/Linux sviluppato dalla comunità del Progetto openSUSE .
Novell dopo l'acquisizione di SUSE Linux nel gennaio 2004, decise di coinvolgere la comunità nel processo di sviluppo: la versione di 10.0 di SUSE Linux, pubblicata il 6 ottobre 2005, è stata la prima a beneficiare del contributo del progetto openSUSE.

## Storia
La distribuzione Linux openSUSE è stata originariamente una traduzione tedesca di Slackware Linux. Questa era inizialmente basata in larga misura su Softlanding Linux System, realizzata a metà del 1992 dall'ingegnere di software canadese Peter MacDonald. SLS era la prima distribuzione a contenere elementi come X e TCP/IP.
SUSE è stata fondata nel tardo 1992 come UNIX Consulting Group che rilasciava regolarmente pacchetti software che includevano SLS e Slackware, inoltre stampava manuali UNIX/Linux. La prima versione CD di SLS/Slackware fu rilasciata nel 1994, sotto il nome di SuSE Linux 1.0. Fu integrata in seguito con la distribuzione Jurix di Florian La Roche, arrivando così al rilascio di SuSE Linux 4.2 nel 1996.
Nel corso del tempo SUSE ha incorporato molti aspetti della distribuzione Red Hat Linux (ad esempio il sistema di pacchetti RPM e /etc/sysconfig). Alla ricerca di una maggiore popolarità nell'ambiente aziendale, SUSE introdusse la versione SUSE Linux Enterprise Server nel 2001 e cambiò il nome della società in SUSE Linux nel settembre 2003 come parte della nuova branding strategy, come annunciato dal marketing VP, Uwe Schmid.
Il 4 novembre 2003 Novell annunciò che avrebbe acquisito SUSE Linux. L'acquisizione fu finalizzata nel mese di gennaio del 2004. J. Philips (coordinatore per la regione Asia-Pacifico di Novell) dichiarò che l'azienda non avrebbe modificato nel medio periodo il processo di sviluppo di SUSE Linux. Al raduno annuale del Novell BrainShare nel 2004, tutti i computer usavano SUSE Linux per la prima volta. A questo incontro fu anche annunciato che YaST2, lo strumento proprietario di amministrazione di SUSE, sarebbe stato rilasciato al pubblico sotto licenza GPL.
Il 4 agosto 2005 il portavoce e direttore delle pubbliche relazioni di Novell, Bruce Lowry, annunciò che lo sviluppo della serie SUSE Professional sarebbe diventato più aperto e tramite la comunità del progetto openSUSE si sarebbe cercato di raggiungere un pubblico più ampio di utenti e sviluppatori. In precedenza tutti i lavori di sviluppo erano gestiti internamente. La versione 10.0 è stata la prima a beneficiare di un beta testing pubblico. Come parte integrante del cambiamento, l'accesso al YaST Online Update Server divenne gratuito per gli utenti SUSE Linux e, seguendo la linea della maggior parte delle distribuzioni open source, venne resa disponibile una versione gratuita liberamente scaricabile che si affiancò alla versione destinata alla vendita. Questo cambiamento di filosofia portò al rilascio, il 6 ottobre 2005, di SUSE Linux 10.0 come "OSS" (completamente open source), "eval" (sia con applicazioni open source che applicazioni proprietarie) e "boxed-set edition" per la vendita.
Con il rilascio della versione 10.2 la distinzione tra "OSS", "eval" e "boxed-set edition" venne abbandonata in favore della più semplice openSUSE e SUSE Linux. openSUSE corrisponde alla precedente edizione "OSS", disponibile per il download gratuito o l'acquisto del supporto, mentre SUSE Linux (Desktop o Enterprise Edition) è l'edizione destinata alla vendita per coloro che necessitano di un servizio di supporto duraturo nel tempo come, per esempio, aziende ed amministrazioni pubbliche.

## Descrizione

### Nome e logo
SUSE è un acronimo tedesco per la frase Software Und System Entwicklung ("Sviluppo di Software e di Sistema").
L'aggiunta del termine open sottolinea la natura comunitaria del progetto.
Fin dal 1992 la mascotte di SuSE è un camaleonte. L'amministratore delegato di SuSE Linux, Gehard Burtscher, spiegò così la scelta: "Il camaleonte è un animale che si adatta all'ambiente circostante, proprio come Linux. È sempre focalizzato su quanto lo circonda così come lo siamo noi sull'open source!". Nel febbraio 2000 venne promosso un concorso online per dargli un nome. Fra le molte proposte pervenute venne scelto "Geeko", una contrazione tra i termini geek e gecko, da quest'ultima parola origina l'errore di alcuni che considerano la mascotte un geco e non un camaleonte.

### Requisiti di sistema
I requisiti raccomandati sono:
- CPU: processore da 2 GHz dual core o superiore;
- RAM: 2 GB di memoria di sistema + memoria aggiuntiva per il carico di lavoro;
- Disco fisso: oltre 40 GB d spazio libero su disco fisso;
- O un lettore DVD o una porta USB per il supporto di installazione;
- Accesso ad internet necessario per l'installatore via rete.

## Caratteristiche

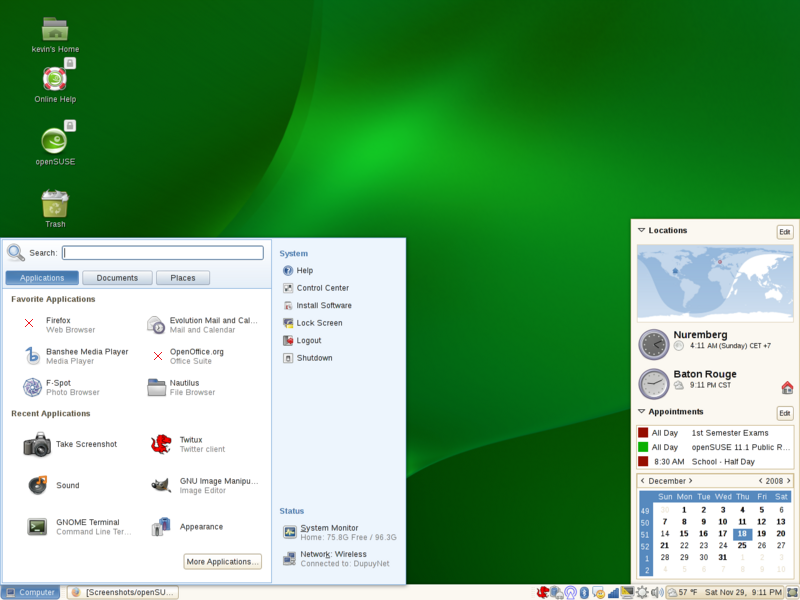
openSUSE 11.1 con GNOME e il caratteristico menu personalizzato (Slab)

Secondo il sito del progetto gli obiettivi di openSUSE sono:
- rendere SUSE Linux la distribuzione più semplice per chiunque e la piattaforma open source più largamente utilizzata;
- fornire un ambiente per la collaborazione open source che renda SUSE Linux la migliore distribuzione Linux nel mondo sia per i nuovi utenti che per quelli più esperti;
- semplificare sensibilmente e aprire lo sviluppo e i processi di pacchettizzazione per rendere SUSE Linux la piattaforma di scelta per hacker Linux e sviluppatori di applicazioni.

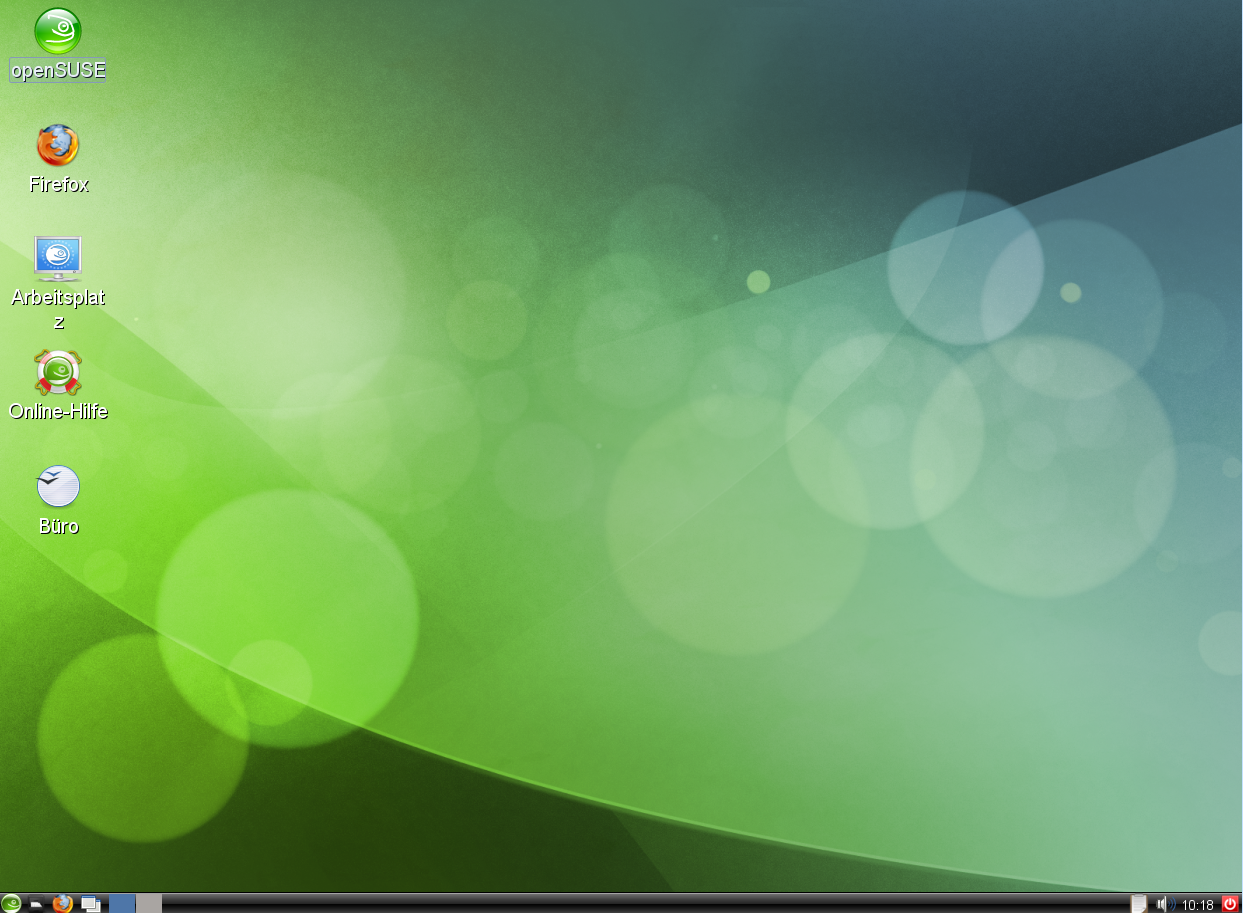
openSUSE 11.3 con LXDE

OpenSUSE è una distribuzione Linux non basata su un ambiente desktop specifico che offre all'utente la possibilità di scegliere al momento dell'installazione tra quattro ambienti desktop supportati ufficialmente: GNOME, KDE, LXDE, Xfce e altri desktop minori. Ogni ambiente desktop viene sottoposto dal rispettivo gruppo di lavoro a revisione e personalizzazione.
La distribuzione utilizza pacchetti software in formato rpm e adotta come gestore degli stessi il programma da riga di comando Zypper. In ambiente grafico il programma deputato alla gestione dei pacchetti è YaST.

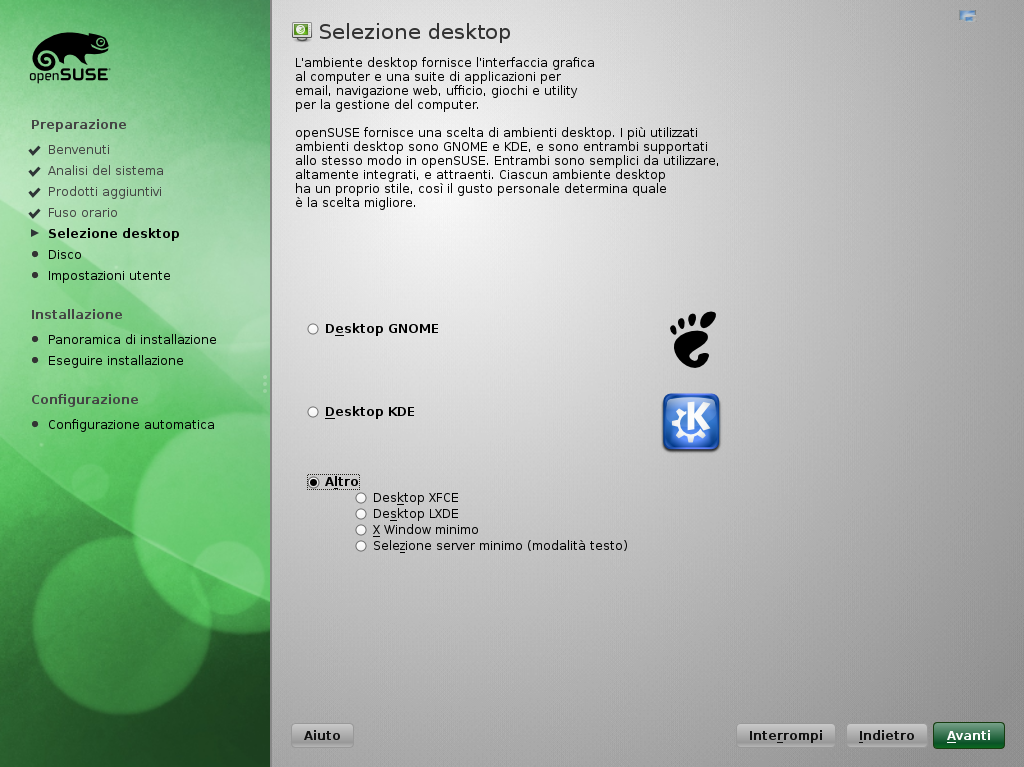
Selezione dell'interfaccia grafica al momento dell'installazione di openSUSE 11.3

A partire da openSUSE 11.2, KDE è selezionato automaticamente durante l'installazione (lasciando comunque possibilità di scegliere liberamente un altro ambiente desktop), a differenza delle precedenti versioni in cui nessun ambiente desktop era selezionato in modalità predefinita. La principale ragione della proposta, poi accolta, è facilitare il nuovo utente durante l'installazione senza porlo di fronte alla scelta di un ambiente desktop da installare. La decisione è stata presa dalla comunità tramite votazione su openFATE, il sistema di gestione delle richieste degli utenti. Nell'annuncio della decisione il progetto openSUSE ha sottolineato che continuerà a considerare GNOME e KDE come i due ambienti desktop di punta della distribuzione, in particolare GNOME continuerà ad essere attivamente supportato, senza nessun impatto sulla qualità finale del prodotto. Ad ulteriore conferma durante l'installazione gli ambienti desktop continueranno ad essere presentati in ordine alfabetico.

### Applicazioni
A seconda dell'ambiente desktop scelto in fase di installazione le applicazioni installate variano:
scegliendo GNOME
- il lettore audio predefinito è Banshee;
- il gestore di posta è Evolution;
- il client di messaggistica istantanea è Empathy che sostituisce Pidgin a partire da openSUSE 11.3;
- il gestore di foto è F-Spot;
- il programma di masterizzazione è Brasero;
- il visualizzatore di PDF è Evince;
- il gestore di file (file manager) è Nautilus.

scegliendo KDE
- il lettore audio è Amarok;
- il gestore di posta è KMail;
- il client di messaggistica istantanea è Kopete;
- il gestore di foto è digiKam;
- il programma di masterizzazione è K3b;
- il visualizzatore di PDF è Okular, capace di visualizzare un gran numero di altri formati file.
- il gestore di file (file manager) è Dolphin.

scegliendo Altro (Desktop XFCE)
- il lettore audio è Rhythmbox (lettore musicale);
- il gestore di posta è Evolution;
- il client di messaggistica istantanea è Empathy;
- il gestore di foto è Shotwell;
- il programma di masterizzazione è Brasero;
- il visualizzatore di PDF è Evince;
- il gestore di file (file manager) è Thunar.

Naturalmente è sempre possibile scegliere di utilizzare l'applicazione preferita con l'ambiente desktop preferito.
Altre applicazioni sono invece comuni a tutte le installazioni o installabili in un secondo tempo direttamente dal supporto di installazione, ecco alcuni esempi:
- LibreOffice: completa suite da ufficio, simile a Microsoft Office;
- Mozilla Firefox: browser web;
- Gestione dei pacchetti di YaST, zypper e libzypp: modulo del centro di controllo, strumento a riga di comando e relativo backend per la gestione dei pacchetti rpm;
- Xen, VirtualBox, KVM e QEMU: software di virtualizzazione.

Ulteriori applicazioni sono disponibili sul supporto di installazione o scaricabili e installabili da internet tramite YaST.

### YaST
È un programma concettualmente sovrapponibile al Centro di controllo di Windows per quanto riguarda le funzioni di gestione avanzata del sistema operativo. Gestisce prima l'installazione, poi l'amministrazione del sistema. Permette di intervenire sulle partizioni, le impostazioni di sistema, i pacchetti RPM, gli aggiornamenti online, la configurazione delle schede di rete e del firewall, la gestione degli utenti e molto altro ancora.
L'attenzione dedicata dal progetto openSUSE sia a GNOME che a KDE si può anche constatare dalla disponibilità di due interfacce grafiche per YaST: una programmata con le librerie GTK+ per meglio adattarsi a GNOME e agli altri ambienti desktop ufficialmente supportati basati sulle librerie GTK+ e l'altra con le librerie Qt per KDE, quest'ultima è la versione originariamente disponibile. Oltre a queste sono disponibili anche un'interfaccia semigrafica (Ncurses) e una web.

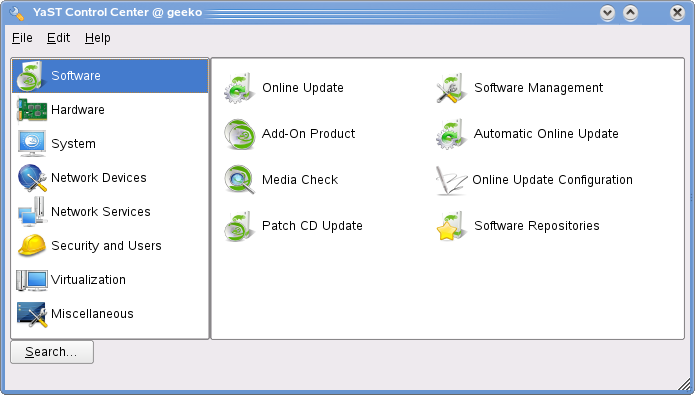
Qt
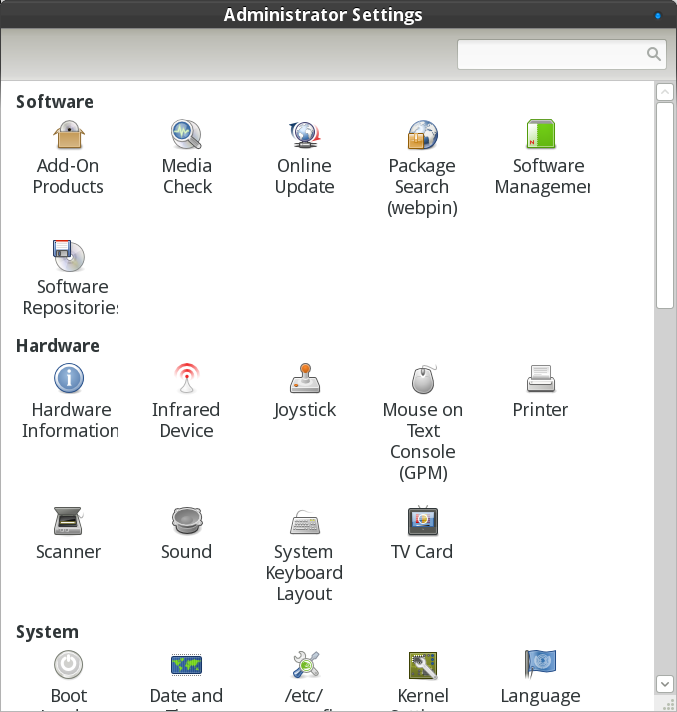
GTK+
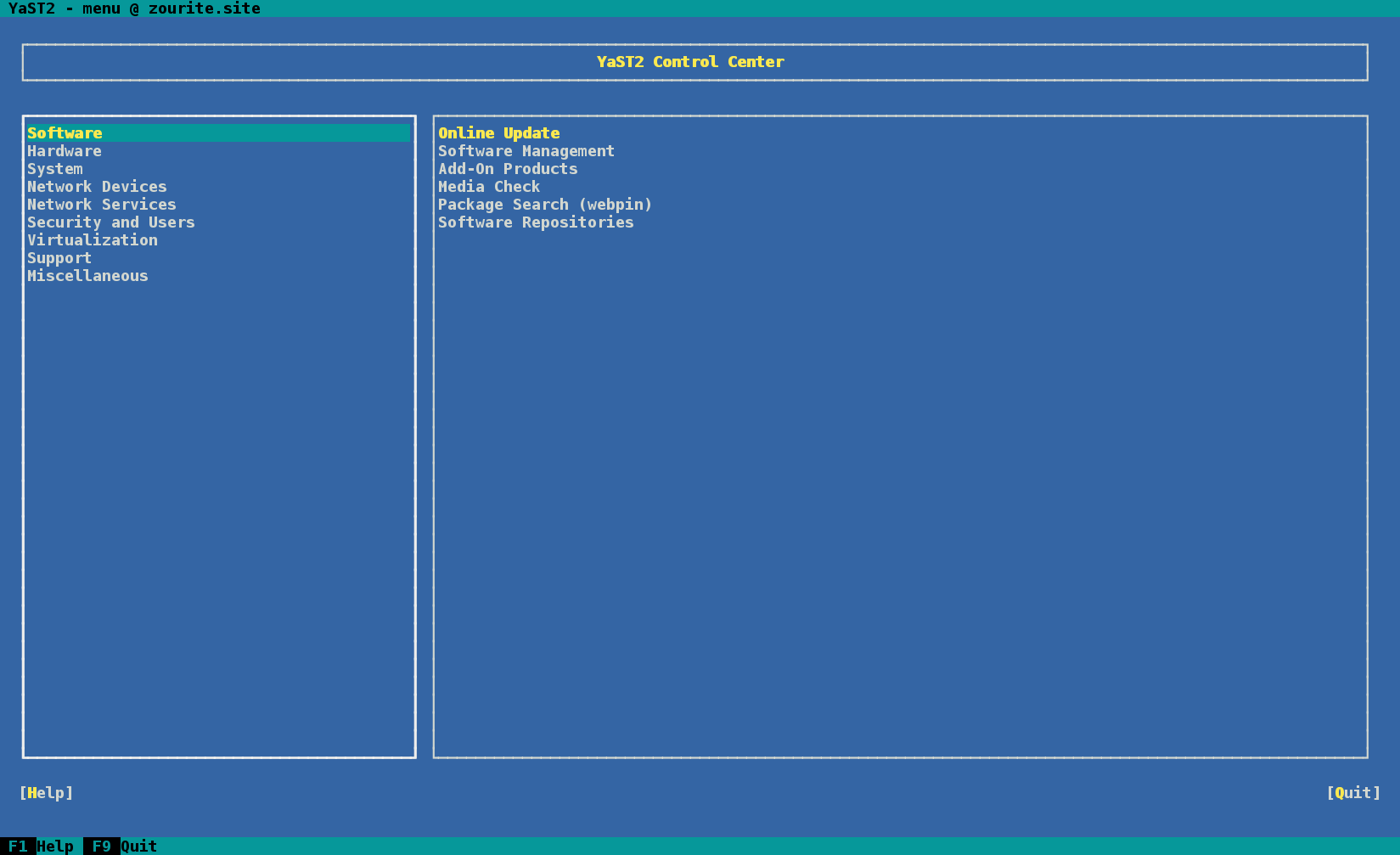
Ncurses
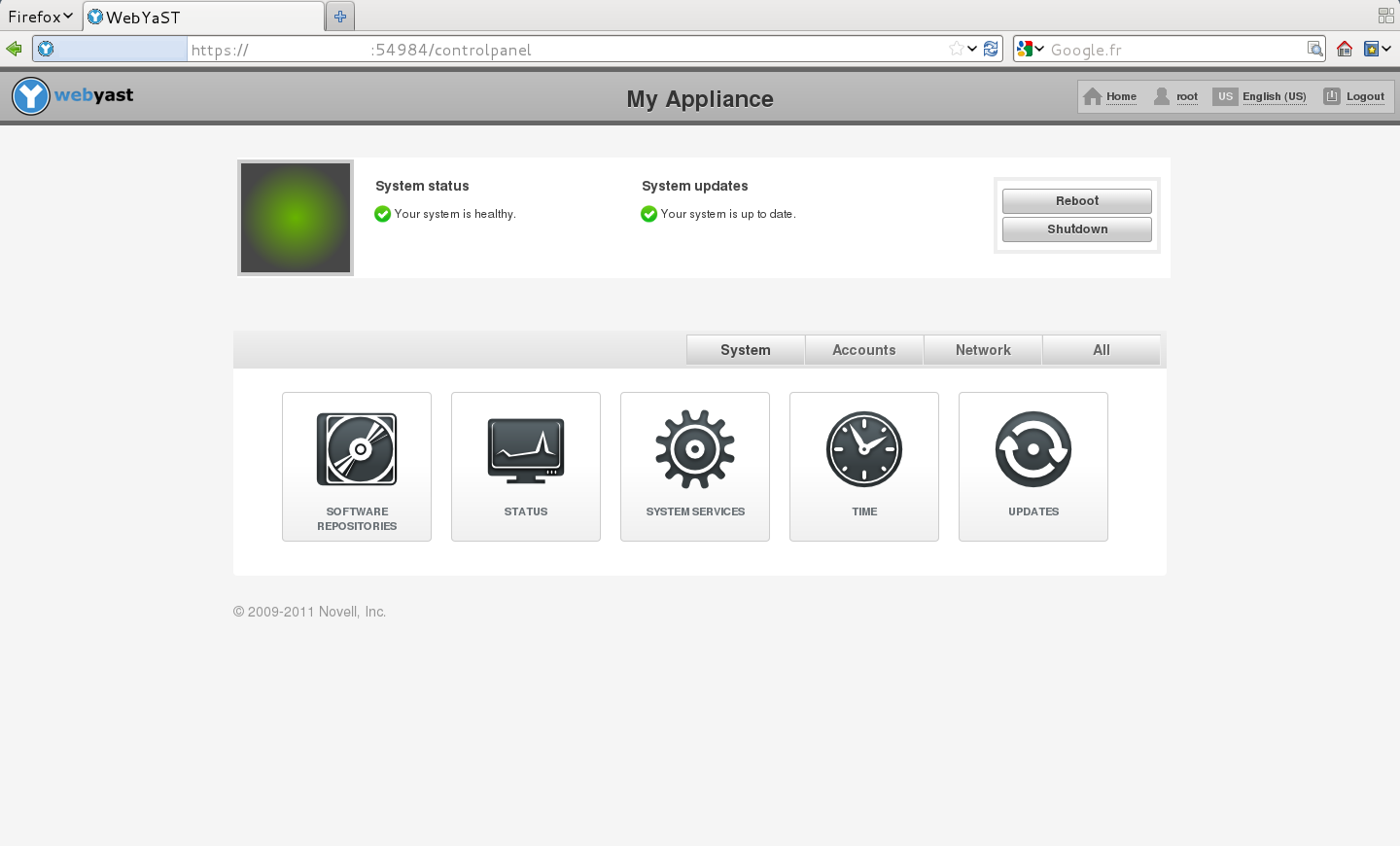
Web

### One-Click Install
È un metodo di installazione dei programmi che, tramite il download di file con estensione ymp, permette l'installazione con un solo clic. La fonte del programma (repository) viene memorizzata così da consentire, una volta avvenuta l'installazione, anche un facile aggiornamento del programma utilizzando YaST. Tramite software.opensuse.org è possibile cercare ed installare il pacchetto desiderato.

### openSUSE Build Service
È la piattaforma di sviluppo utilizzata dal progetto openSUSE. È interamente disponibile sotto licenza GNU General Public License. Consente di creare e distribuire pacchetti software per openSUSE, ma anche per altre distribuzioni Linux, permette di creare pacchetti per differenti architetture hardware, semplifica la gestione delle dipendenze dei pacchetti aggiornandoli automaticamente se necessario e facilita la collaborazione tra gli sviluppatori e il dialogo con gli utenti.

### Repositorye pacchetti
I repository sono degli archivi di pacchetti RPM in cui YaST può cercare l'applicazione richiesta dall'utente per poi scaricarla ed installarla. I server su cui si trovano i repository sono accessibili anche tramite una pagina web, ma l'utilizzo di YaST rende tutto più semplice e veloce. Ogni pacchetto contiene una descrizione del contenuto, rendendo così agevole il riconoscimento del pacchetto desiderato. Anche gli aggiornamenti automatici, naturalmente, utilizzano questi archivi per cercare e proporre all'utente le novità disponibili. Tutti i repository possono essere aggiunti tramite YaST, ma grazie a One-Click Install non è strettamente necessario perché possono essere aggiunti in automatico.
openSUSE fornisce repository ufficiali che l'utente può decidere di integrare con altri di terze parti.

#### Repositoryufficiali
Contengono pacchetti sottoposti ad accurati controlli e supportati dal progetto openSUSE:
- Supporto di installazione: in particolar modo il DVD è considerabile un repository contenente un gran numero di pacchetti che possono essere installati anche dopo la prima installazione.
- Oss: il repository principale, contiene solo pacchetti open source.
- Non-oss: fornisce software con licenze proprietarie come per esempio Flashplayer, Java, Opera, IPW-firmware, RealPlayer, ecc.
- Update: è il repository per gli aggiornamenti di sicurezza.

Solo per utenti esperti:
- Src-oss: contiene i sorgenti dei pacchetti Oss.
- Src-non-oss : contiene i sorgenti dei pacchetti Non-oss.
- Debug: informazioni di debug.
- Tumbleweed che trasforma la distribuzione GNU/Linux in un sistema rolling release, ;per coloro che desiderino il software più recente e stabile.[15]

#### Repositorysemi-ufficiali
Non sono ufficialmente supportati, ma contengono pacchetti che potrebbero essere utili:
- KDE: vari repository per KDE 3.5 e KDE 4, sia versioni stabili che di sviluppo.
- GNOME: vari repository per GNOME, sia versioni stabili che di sviluppo.
- Java: per aggiornamenti specifici.

#### Repositoryaggiuntivi
Contengono pacchetti esterni al progetto openSUSE, quindi non supportati. Ecco una selezione di quelli disponibili:
- Packman: è il più grande repository esterno ad openSUSE, contiene pacchetti per moltissimi software.
- VLC VideoLan Client: contiene le ultime versioni del lettore multimediale VLC media player sia per piattaforme x86 che x86_64.
- ATI Video drivers: driver proprietari per schede video ATI.
- NVIDIA drivers: driver proprietari per schede video NVIDIA.
- Wine: per le ultime versioni di Wine.
- Mozilla: per le versioni più recenti di Mozilla Firefox, Mozilla Thunderbird, Seamonkey e altri progetti Mozilla.
- OpenOffice.org: un repository per l'ultima versione stabile e uno per quella di sviluppo.

## Installazione

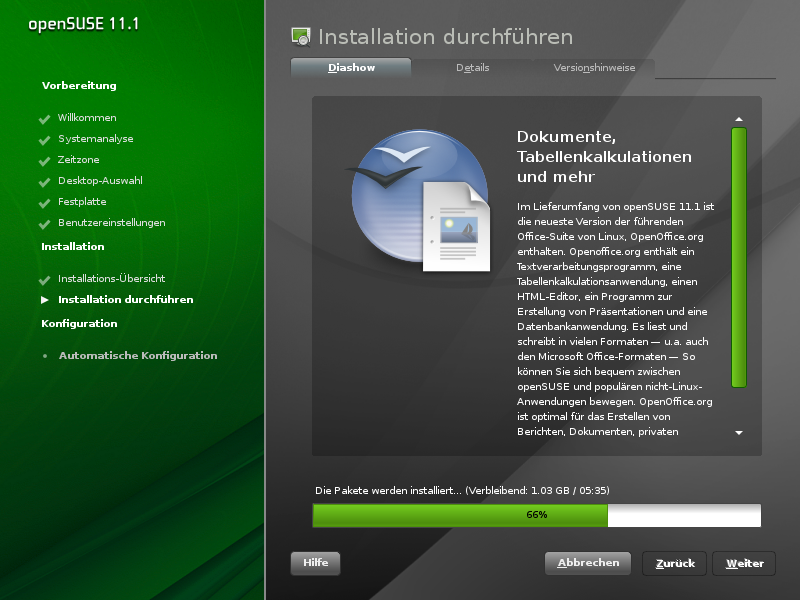
Installazione di openSUSE 11.1: copia dei file in corso

openSUSE è liberamente e gratuitamente disponibile per il download, inoltre viene anche proposta la possibilità di acquisto del sistema corredato di documentazione completa e supporto all'installazione per 90 giorni. È disponibile per le piattaforme x86, x86-64 e PPC.
Per il download sono rese disponibili diverse immagini ISO:
- DVD completo;
- Live-CD con GNOME;
- Live-CD con KDE;
- Live-CD on XFCE.

inoltre sono disponibili per integrare le edizioni Live-CD:
- CD con software proprietari addizionali;
- CD per supporto a lingue non comuni.

L'intero processo di installazione è gestito graficamente da YaST. Sono previsti alcuni passaggi:
- Benvenuto: dopo aver selezionato la propria lingua le impostazioni della tastiera vengono definite di conseguenza, sono inoltre visibili i termini della licenza[18].
- Analisi del sistema: in modo del tutto automatico viene analizzato il computer per definire le migliori impostazioni.
- Modalità di installazione: è offerta la possibilità di scelta tra una Nuova installazione, un Aggiornamento dalla precedente versione o una Riparazione del sistema installato. L'utente esperto che desidera un controllo più approfondito sull'installazione può a questo punto deselezionare la voce Usa configurazione automatica.
- Impostazione dell'ora.
- Selezione del desktop: è possibile scegliere tra GNOME, KDE e altri desktop (LXDE, Xfce, un desktop grafico minimale e modalità solo testo). È sempre possibile, una volta completa l'installazione, decidere di installare un altro ambiente desktop utilizzando YaST.
- Disco: YaST a questo punto propone una configurazione del disco che dovrebbe soddisfare la maggior parte degli utenti, rispettando anche gli eventuali altri sistemi operativi installati, Windows compreso. È comunque possibile decidere di intervenire manualmente modificando la configurazione proposta o definendone una completamente nuova.
- Creazione nuovo utente.
- Anteprima dell'installazione: propone una vista sintetica delle scelte effettuate per poter confermare l'installazione con certezza.
- Installazione: mentre YaST procede con l'installazione vengono proposte all'utente delle schermate riassuntive con le caratteristiche salienti del sistema operativo o la possibilità di vedere nel dettaglio tutti i passaggi effettuati da YaST.

Alla fine dell'installazione il sistema procederà autonomamente al riavvio del computer cui seguirà un'automatica configurazione finale dopo la quale l'utente potrà accedere al proprio desktop. Con lo strumento SUSE Studio è possibile creare la propria distribuzione OpenSUSE.

## Versioni
OpenSUSE si presenta con diversi sistemi operativi creati dalla stessa comunità in base alle esigenze e alle fuzionalità. Di fatti le distribuzioni create dalla OpenSUSE sono:
- OpenSUSE Tumbleweed. (Rolling-release)
- OpenSUSE Slowroll. (Slow rolling-release)
- OpenSUSE Leap. (Orientato all'uso Server)
- OpenSUSE Leap Micro. (si basa sull'uso di transazioni atomiche)
- OpenSUSE MicroOS. (usato in ambito Container)

### OpenSUSE Tumbleweed
Tumbleweed (=rotolacampo) è una versione di OpenSUSE basata sul modello Rolling-release, dunque il tempo che trascorre tra la disponibiltà di un aggiornamento di un pacchetto e l'effettiva possibilità di aggiornare quel pacchetto sul proprio sistema è notevolmente ridotto. I pacchetti quindi vengono aggiornati più frequentemente a differenza di Opensuse Leap. Questo comporta, tendenzialmente, un maggiore uso della banda di rete per eseguire gli aggiornamenti e potrebbe presentare qualche instabiltà nel tempo rispetto a OpenSUSE Leap, poiché da questa veloce transizione produttore-utente i pacchetti aggiornati vengono testati meno rispetto alla versione Leap. Tuttavia OpenSUSE può essere installato su un file System di tipo BTRFS, il quale, in caso di errori o malfunzionamenti, permette facilmente e velocemente di retrocedere ad un'istantanea di sistema fatta precedentemente, dove l'aggiornamento instabile non è stato applicato, potendo così utilizzare il proprio PC normalmente senza alcuna perdita di dati rispetto all'ultimo utilizzo. L'alta frequenza degli aggiornamenti, oltre a rendere disponibili le ultime versioni di molti software, aumenta la qualità  delle correzioni di sicurezza, rendendo Tumbleweed una distro sicura. L'uso di Tumbleweed è rivolto, quindi, tendenzialmente a utenti più esperti, ma rimane comunque una distro user-friendly, anche se i tempi di scaricamento e di installazione dei pacchetti d'aggiornamento sono piuttosto lunghi se effettuati di tanto in tanto e non con regolarità.

### OpenSUSE Slowroll
Slowroll è una versione nata nel 2023, attualmente in uno stato sperimentale, basata sulla versione Tumbleweed ma con aggiornamenti più lenti, ovvero ogni uno o due mesi, con correzioni di bug e di CVE man mano che arrivano.

### OpenSUSE Leap
Leap è la versione di OpenSUSE alle fondamenta di SLE (SUSE Linux Enterprise) che, quindi, usa le stesse sorgenti di quest'ultima. Questo implica che Leap sia la distro più vicina a SLE e ne consegue che sia molto stabile.
Non essendo rolling-release come Tumbleweed, i pacchetti non sono spesso all'ultima versione, ma si fermano al rilascio reputato più stabile per una determinata versione di Leap. Ogni versione di Leap (ad esempio: 42, 15 ecc...) viene supportata per almeno 36 mesi, finché la nuova versione principale non è disponibile. I rilasci minori, detti "point release" (ad esempio 15.1, 15.2, ecc...), avvengono con cadenza annuale e gli utenti, una volta pubblicato un rilascio minore, vengono invitati ad aggiornare la distro entro 6 mesi. In questo modo ogni rilascio minore arriva ad avere un ciclo di vita di 18 mesi.

### OpenSUSE Leap Micro
Questa versione comunitaria si basa su SUSE Linux Enterprise Micro e sfrutta, quindi, i componenti di sicurezza e conformità avanzati di SUSE Linux Enterprise; Questo rende Leap Micro una distro moderna e immutabile, adatta per lo più agli sviluppatori.

### OpenSUSE MicroOS
MicroOS è progettato per ospitare carichi di lavoro in Container con amministrazione e aggiornamenti automatici.
MicroOS offre un ambiente piccolo e veloce per la distribuzione di container o qualsiasi altro carico di lavoro che tragga vantaggio dagli aggiornamenti transazionali. In quanto distribuzione a rilascio progressivo, il software è sempre aggiornato.

### Periodo di supporto e ciclo di sviluppo
Il sistema operativo, fino alla versione 11.1 inclusa, è soggetto ad un periodo di supporto della durata di due anni dalla data di rilascio. Il supporto comprende aggiornamenti di sicurezza di tutti i pacchetti software inclusi e correzioni di eventuali bug.
A partire dalla versione 11.2, concordemente alla scelta di stabilizzare il ciclo di sviluppo delle nuove versioni in circa otto mesi, il periodo di supporto è stato modificato in due cicli di sviluppo più due mesi di sovrapposizione, attestandosi quindi in 18 mesi.

### Cronologia
| Versione | Data di rilascio | Caratteristiche principali                                                                                 |
| -------- | ---------------- | --- |
| 10.0     | 6 ottobre 2005   | Kernel 2.6.13, GNOME 2.12.0.1, KDE 3.4.2                                                                   |
| 10.1     | 11 maggio 2006   | Kernel 2.6.16.13, GNOME 2.12.0.1, KDE 3.5.1                                                                |
| 10.2     | 7 dicembre 2006  | Kernel 2.6.18.2, GNOME 2.16.0, KDE 3.5.5                                                                   |
| 10.3     | 4 ottobre 2007   | Kernel 2.6.22.5, GNOME 2.20.0, KDE 3.5.7                                                                   |
| 11.0     | 19 giugno 2008   | Kernel 2.6.25.5, GNOME 2.22.0, KDE 3.5.9, KDE 4.0.4                                                        |
| 11.1     | 18 dicembre 2008 | Kernel 2.6.27.7, GNOME 2.24.1, KDE 4.1.3, KDE 3.5.10                                                       |
| 11.2     | 12 novembre 2009 | Kernel 2.6.31.5, GNOME 2.28, KDE 4.3.1                                                                     |
| 11.3     | 15 luglio 2010   | Kernel 2.6.34, GNOME 2.30.1, KDE SC 4.4.4                                                                  |
| 11.4     | 10 marzo 2011    | Kernel 2.6.37, GNOME 2.32, KDE SC 4.6                                                                      |
| 12.1     | 16 novembre 2011 | Kernel 3.1, GNOME 3.2, KDE SC 4.7.2                                                                        |
| 12.2     | 5 settembre 2012 | Kernel 3.4.6, GNOME 3.4, KDE SC 4.8.4                                                                      |
| 12.3     | 13 marzo 2013    | Kernel 3.7.9, GNOME 3.6, KDE SC 4.10.0                                                                     |
| 13.1     | 19 novembre 2013 | Kernel 3.11, GNOME 3.10.1, KDE SC 4.11                                                                     |
| 13.2     | 4 novembre 2014  | Kernel 3.16.6, GNOME 3.12, KDE SC 4.14                                                                     |
| 42.1     | 4 novembre 2015  | Kernel 4.1.x, GNOME 3.16.1, KDE Plasma 5.4                                                                 |
| 42.2     | 16 novembre 2016 | Kernel 4.4.x, GNOME 3.18, KDE Plasma 5.8                                                                   |
| 42.3     | 26 luglio 2017   | Kernel 4.4.x, KDE Plasma 5.8 LTS (predefinito), GNOME 3.20, disponibili altri ambienti desktop aggiuntivi  |
| 15.0     | 25 maggio 2018   | Kernel 4.12, RPM Package Manager 4.14, GNOME 3.26, Xfce 4.12, MATE 1.20, Budgie 10.4, Firewalld di Red Hat |
| 15.1     | 22 maggio 2019   | kernel Linux 4.12, GNOME 3.26, KDE Plasma 5.12,                                                            |
| 15.2     | 2 luglio 2020    | Kernel 5.3, KDE Plasma 5.18, GNOME 3.34, Xfce 4.14                                                         |
| 15.3     | 2 giugno 2021    | Kernel 5.3, KDE Plasma 5.18, GNOME 3.34, Xfce 4.14                                                         |
| 15.4     | 8 giugno 2022    | Kernel 5.14.21                                                                                             |
| 15.5     | 7 giugno 2023    | Kernel 5.14.21                                                                                             |

| Legenda                     |
| versione non più supportata |
| versione ancora supportata  |
| versione corrente           |
| versione programmata        |

### SUSE Linux 10.0 OSS
Rilasciata il 6 ottobre 2005, è la prima versione che beneficia del supporto del progetto openSUSE. Viene resa disponibile come immagine ISO liberamente scaricabile che differisce dalla versione destinata alla vendita (SUSE Linux 10.0) solo per alcuni pacchetti come Acrobat Reader o Flash Player.
Il periodo di supporto è terminato il 30 novembre 2007.

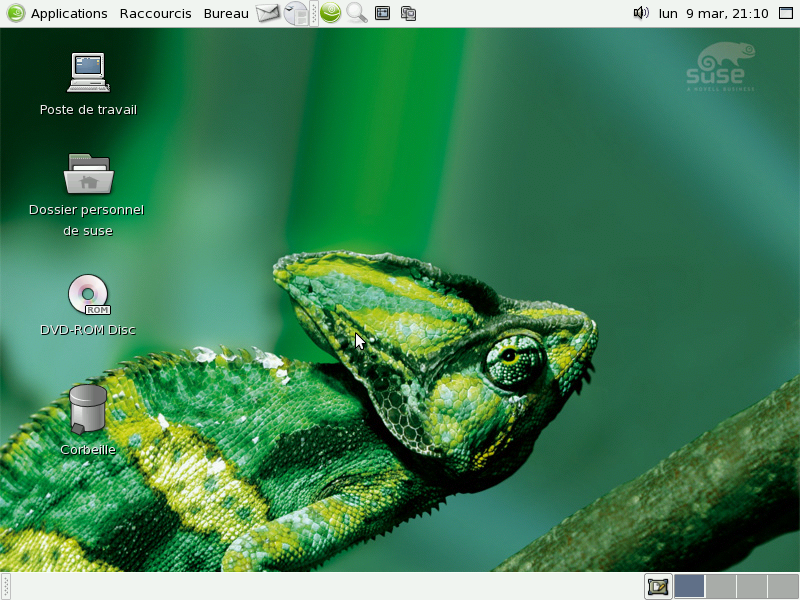
Ambiente GNOME
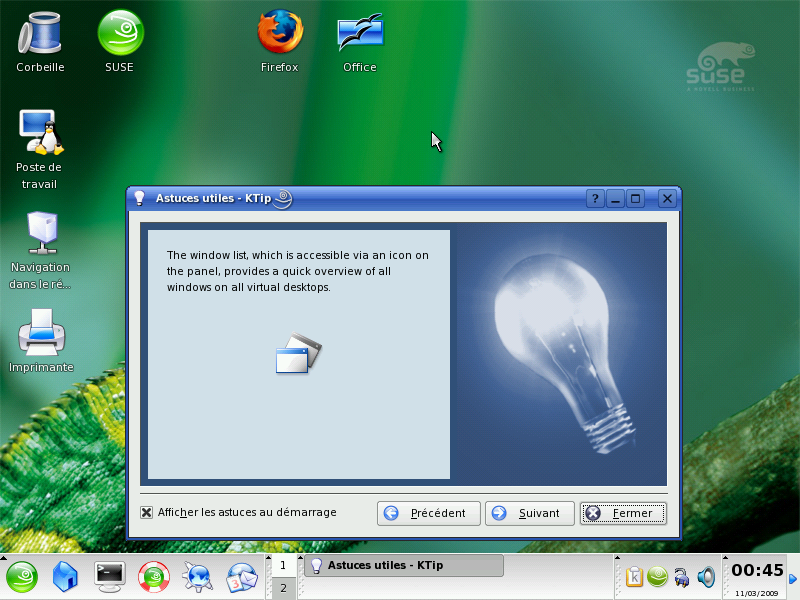
Ambiente KDE

### SUSE Linux 10.1 OSS
In questa versione viene introdotto Xgl che consente di ottenere effetti desktop avanzati grazie alle OpenGL, questa funzionalità non è però abilitata in modo predefinito. Viene inoltre integrato il virtualizzatore Xen 3, AppArmor è aggiornato all'ultima versione completa, NetworkManager prende il posto di NetApplet per una più facile gestione delle connessioni wireless, i driver proprietari NVIDIA non sono più inclusi sul supporto di installazione, così come i driver Madwifi per schede wireless Atheros, sono comunque disponibili per il download in un secondo tempo.
Il periodo di supporto è terminato il 31 maggio 2008.

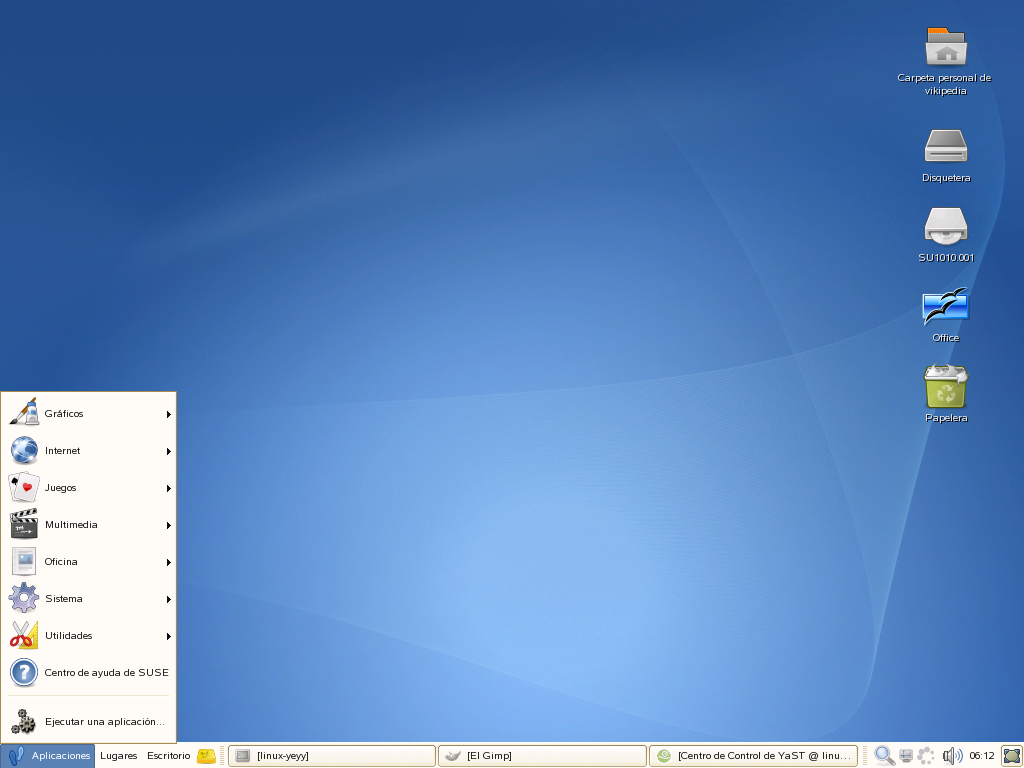
Ambiente GNOME
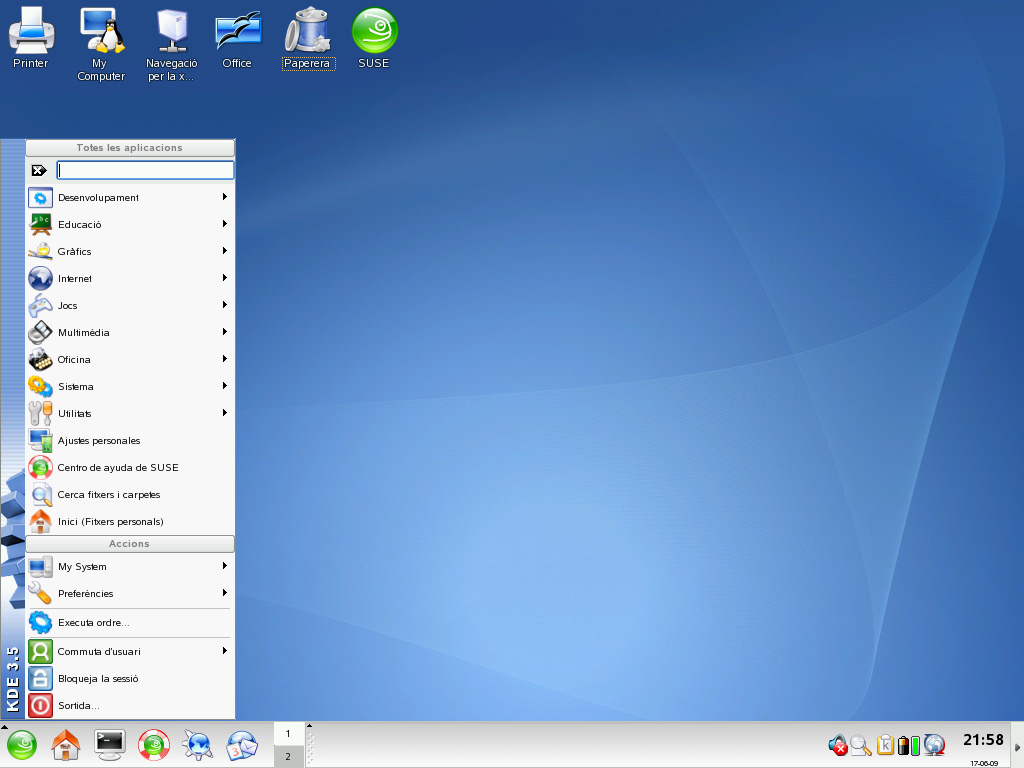
Ambiente KDE

### openSUSE 10.2
È la prima versione che, dall'avvio del progetto openSUSE, ne prende ufficialmente il nome.
Il file system predefinito diventa ext3 che prende il posto di ReiserFS. Il supporto ai lettori di memory card diventa predefinito. Tra le personalizzazioni agli ambienti desktop forniti si notano in particolare un nuovo menu sia per GNOME (Slab) che per KDE (Kickoff).
Il periodo di supporto è terminato il 30 novembre 2008.

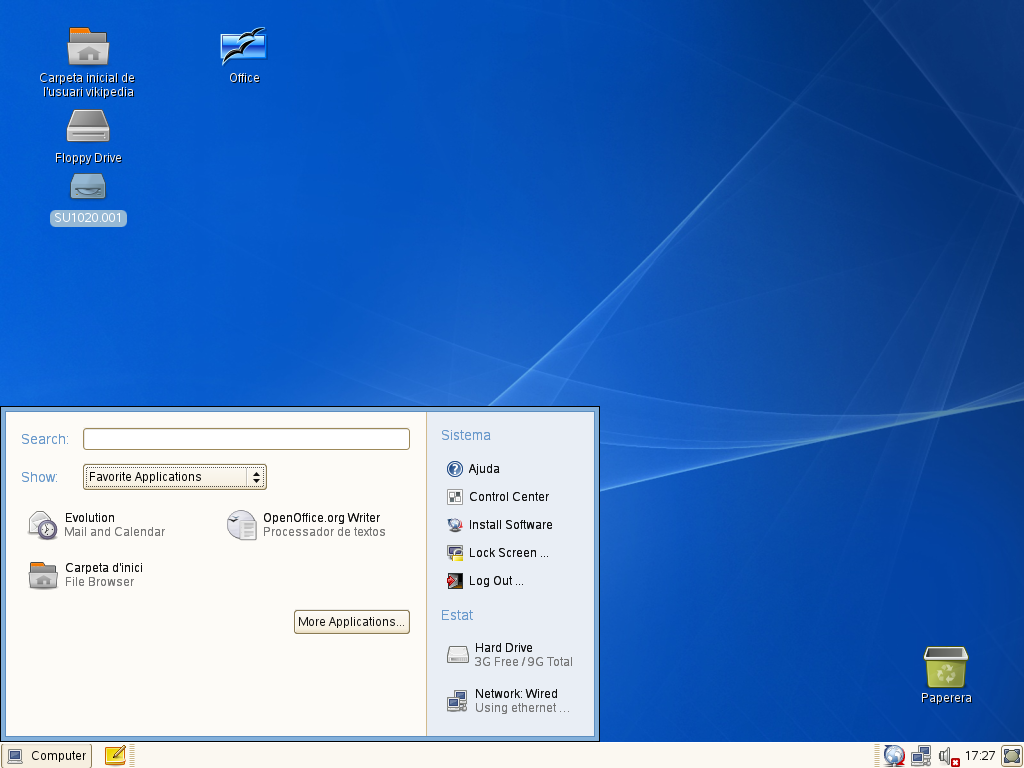
Ambiente GNOME
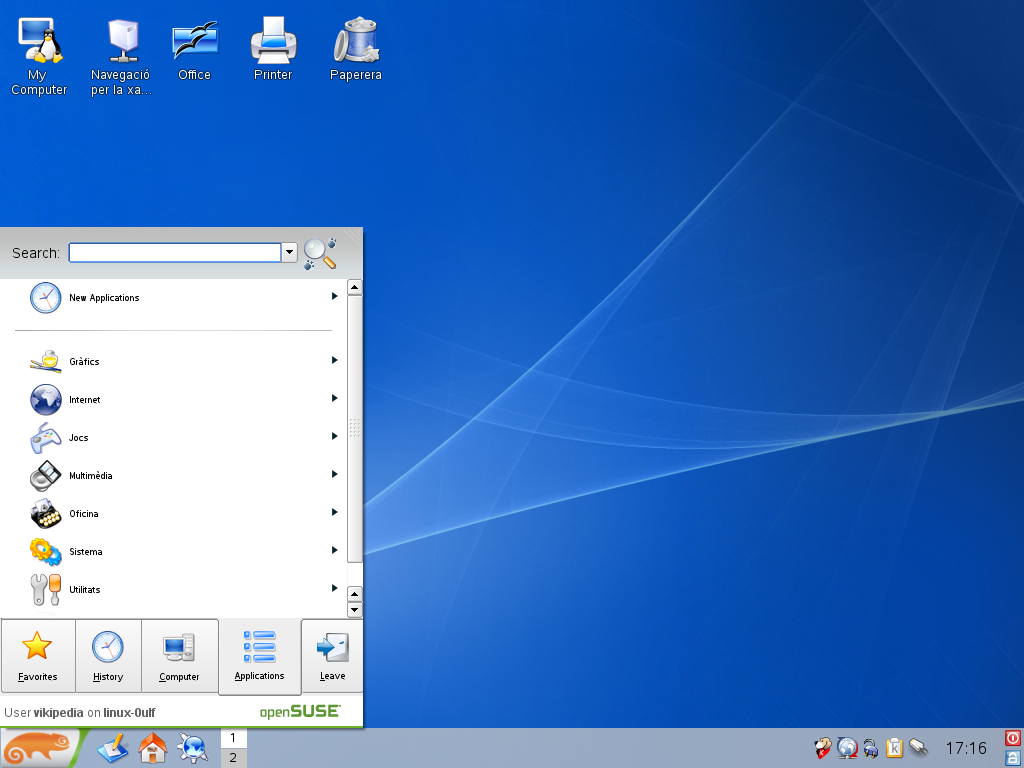
Ambiente KDE

### openSUSE 10.3
Accanto a KDE 3.5.7 viene introdotta una prima versione di anteprima del nuovo KDE 4 il cui sviluppo non erano ancora completato, le sole applicazioni realmente utilizzabili erano quelle appartenenti al pacchetto Kdegames. Viene introdotto GTK YaST per meglio adattare questo programma con GNOME. Inoltre viene presentato per la prima volta One-Click Install, il modulo YaST per le schede di rete offre una nuova impostazione grafica ed altri moduli fanno il loro ingresso (Community Repositories, yast2-product-creator). Molto lavoro viene anche dedicato al miglioramento dei tempi di caricamento.
Il periodo di supporto è terminato il 31 ottobre 2009.

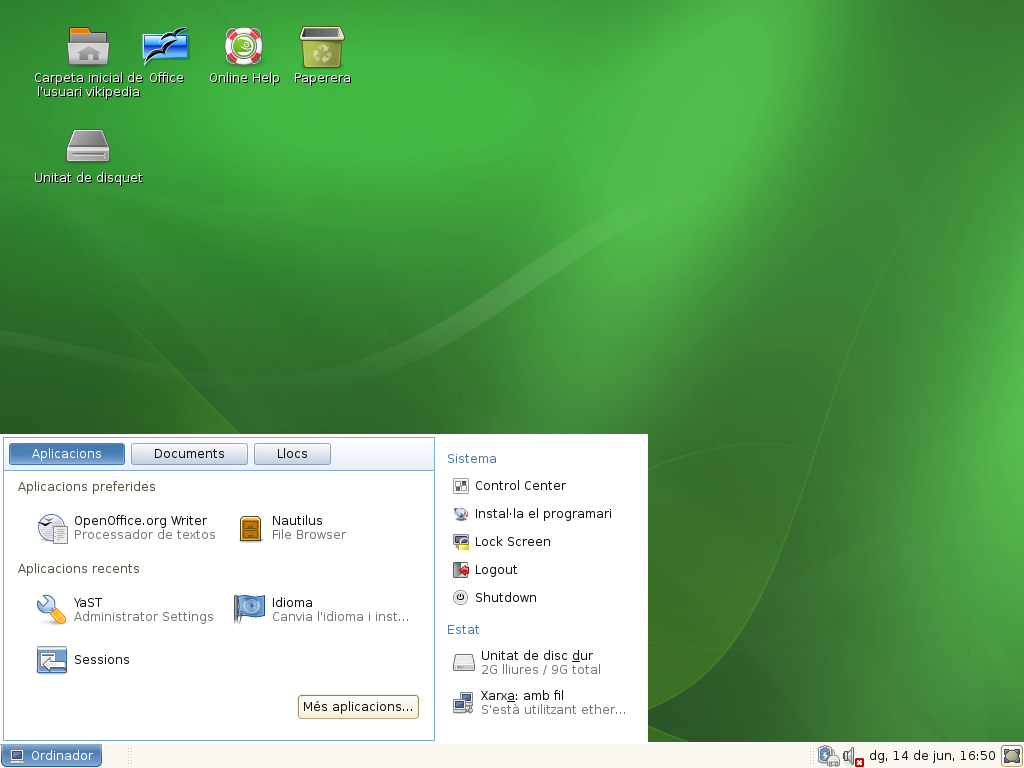
Ambiente GNOME
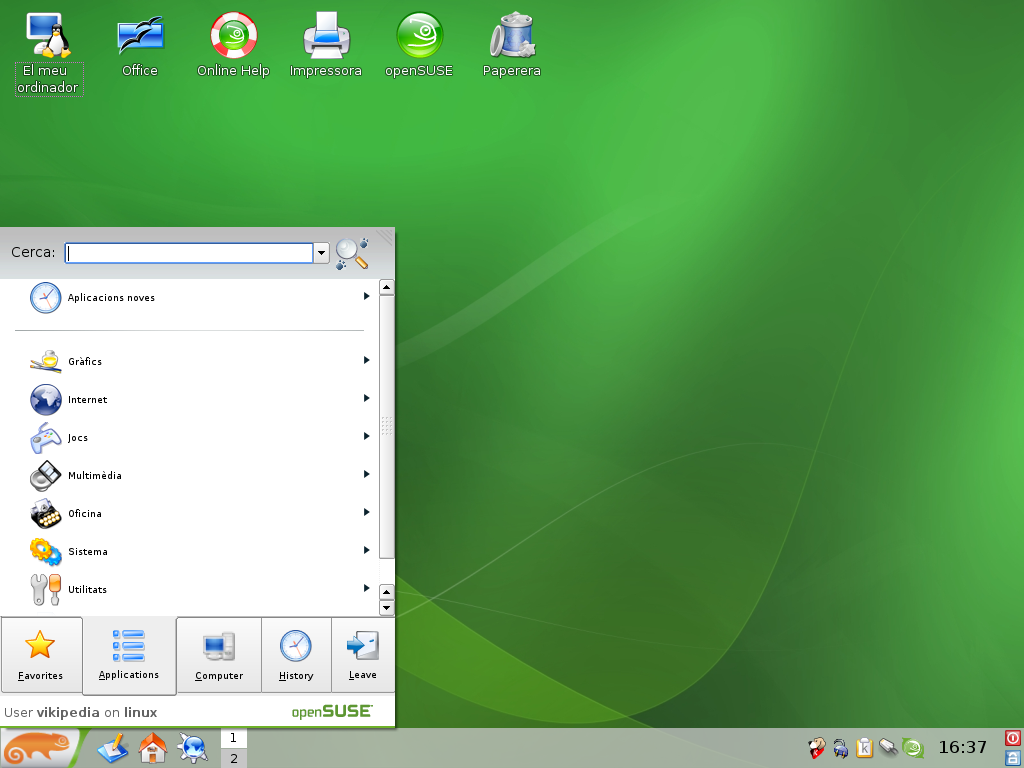
Ambiente KDE

### openSUSE 11.0
Il programma di installazione basato su YaST è stato rinnovato, anche graficamente, con il passaggio alle librerie Qt4. L'installazione beneficia di un nuovo sistema (basato su immagini disco) che permette di velocizzare i tempi di installazione, ulteriormente accorciati dal passaggio ad un più efficiente sistema di compressione (da bzip2 a LZMA) dei pacchetti RPM. Il tempo di installazione dichiarato è inferiore a 20 minuti.
Con questa versione vengono introdotte le edizioni Live-CD che consentono di provare in anteprima il sistema operativo e poi, con un clic su un'icona del desktop, di avviare il programma di installazione.
Il periodo di supporto è terminato il 15 luglio 2010, termine prorogato rispetto alla preventivata scadenza del 30 giugno 2010.

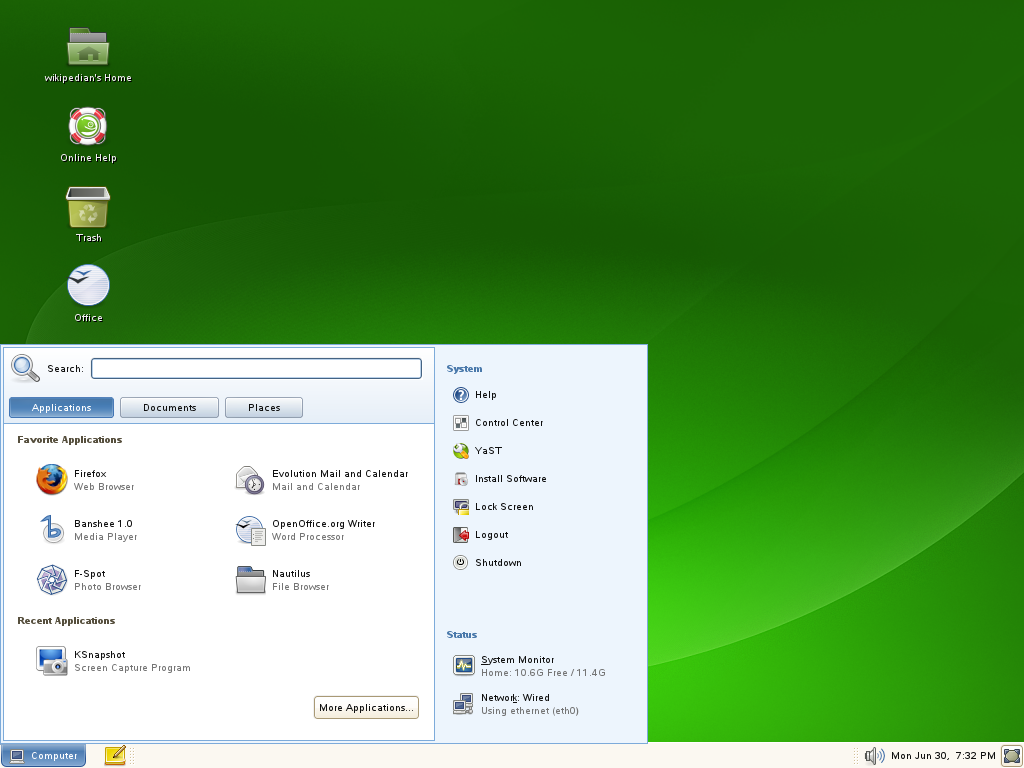
Ambiente GNOME
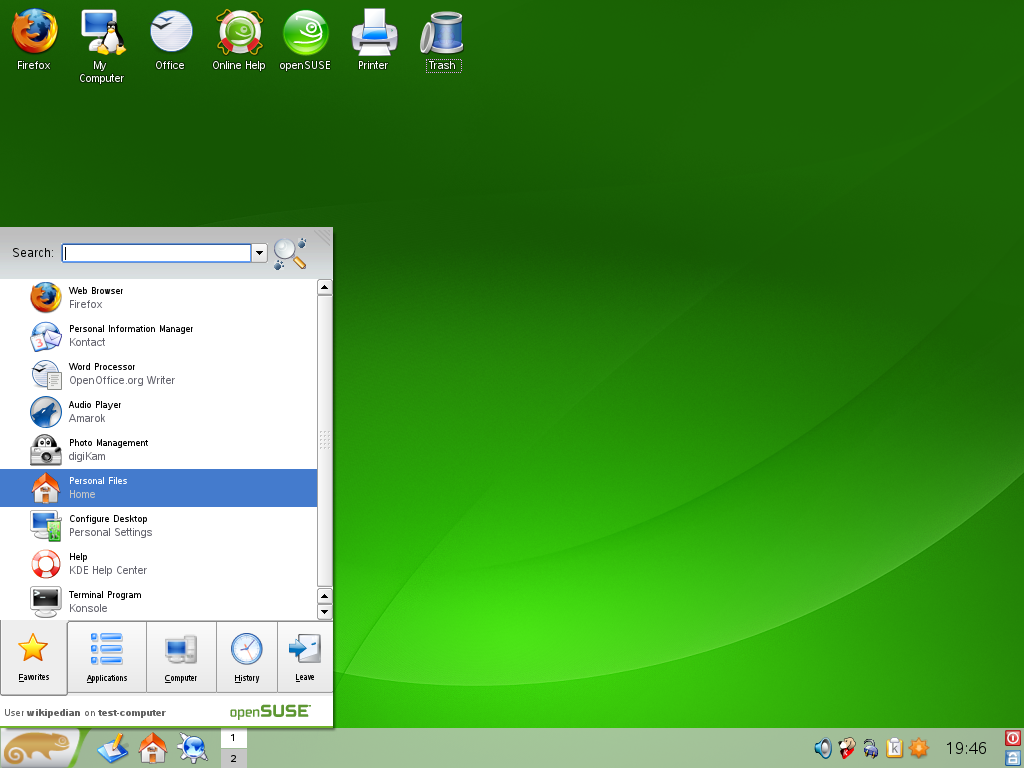
Ambiente KDE

### openSUSE 11.1
Questa versione è accompagnata da un importante cambio della licenza che rende molto più facile la redistribuzione.
In YaST, come risultato di uno studio di usabilità, è stato introdotto un nuovo partizionatore in grado di proporre all'utente una soluzione di gestione delle partizioni di solito ottimale, rimane comunque la possibilità di decidere autonomamente l'organizzazione del disco. Per quanto riguarda la gestione dei pacchetti YaST presenta un elenco di programmi suggeriti e uno di raccomandati sulla base di quelli già installati, facilitando così la scoperta di nuovi software che potrebbero essere utili all'utente. Inoltre l'interfaccia di YaST per GNOME ha subito una revisione estetica con l'obiettivo di arricchirla di informazioni e di adattarla meglio al resto dell'ambiente desktop.
L'introduzione di Smolt consente all'utente consenziente di inviare in modo del tutto anonimo un profilo completo del proprio hardware in modo da consentire agli sviluppatori di avere un quadro dettagliato. I font proprietari agfa-fonts sono sostituiti con i Liberation fonts disponibili sotto licenza GNU GPL, mentre openJDK sostituisce Sun Java.
È completata la transizione da KDE 3.5 a KDE 4 che viene proposto come predefinito quando si sceglie di installare questo ambiente desktop. La versione di KDE 4 inserita è la 4.1.3 che include, oltre alle consuete personalizzazioni grafiche come la scelta di utilizzare Aya come tema per Plasma invece del predefinito Oxygen, molte funzionalità importate dalla successiva serie 4.2. Di questo lavoro di rifinitura beneficia particolarmente il window manager KWin, il pannello di Plasma che presenta l'opzione "Nascondi automaticamente" e la gestione energetica con l'ingresso di Powerdevil. KDE viene inoltre dotato di un nuovo gestore degli aggiornamenti basato su PackageKit così come già presente in GNOME.
Il periodo di supporto è terminato il 31 dicembre 2010. Dal 13 gennaio 2011, con il rilascio dell'ultimo aggiornamento, questa versione non è più supportata da Novell. La comunità openSUSE ha deciso di prolungare il supporto tramite uno specifico programma comunitario denominato Evergreen.

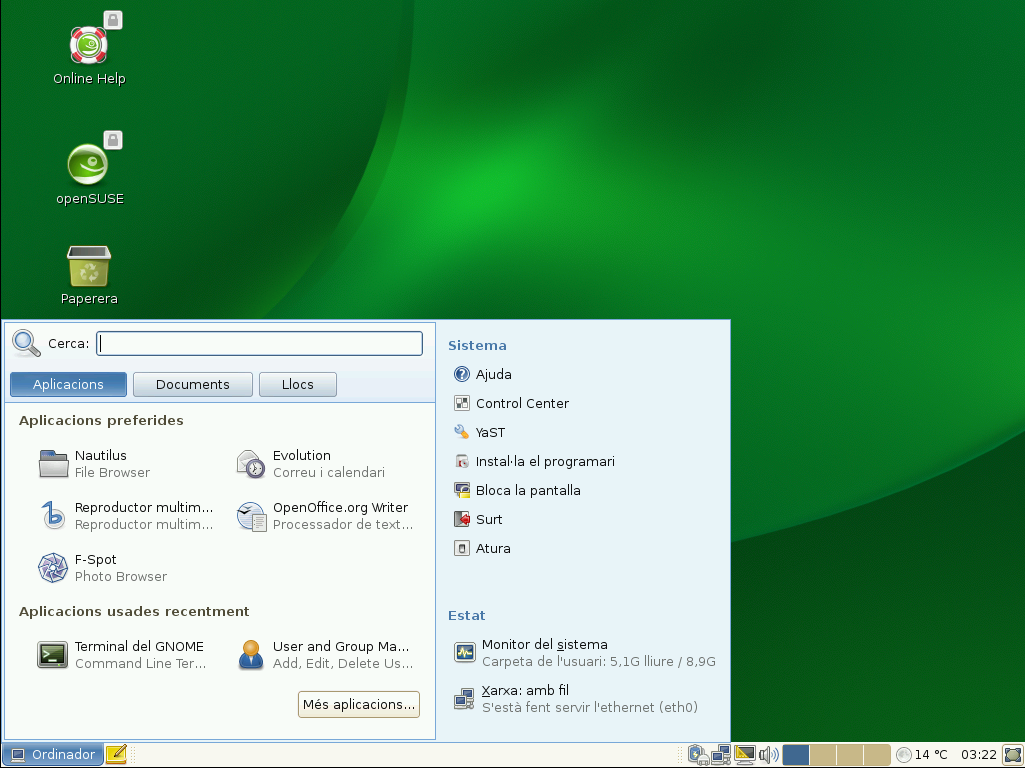
Ambiente GNOME
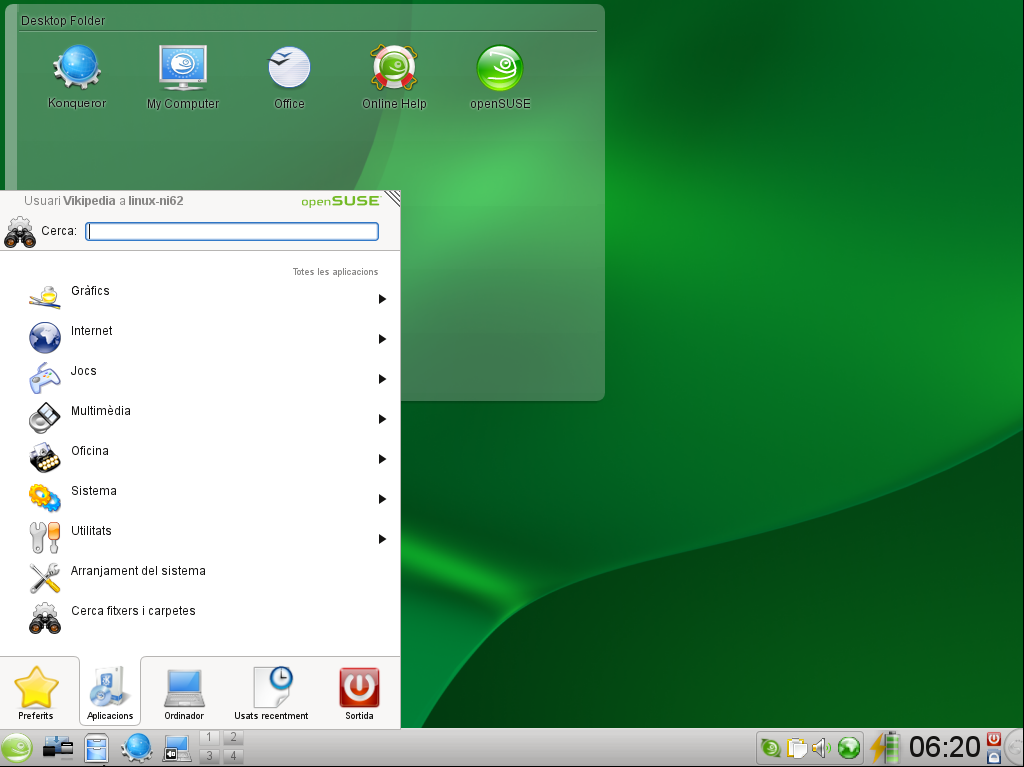
Ambiente KDE

### openSUSE 11.2
La versione 11.2 è caratterizzata da modifiche in molti ambiti oltre che dai consueti aggiornamenti alle applicazioni incluse.
Sono presenti varie versioni del medesimo kernel ottimizzate per differenti ambiti d'utilizzo. Il file system predefinito è Ext4 che sostituisce Ext3. È stata dedicata particolare attenzione al supporto ai netbook tramite aggiornamento ed aggiunta di nuovi driver.
YaST è accompagnato da una mascotte denominata Yastie, scelta tramite un concorso specifico. È stato aggiunto il supporto all'aggiornamento in tempo reale (live update) per facilitare il passaggio da una versione di openSUSE alla successiva. Il gestore delle partizioni può gestire anche il nuovo file system Btrfs e supporta la crittografazione dell'intero disco, inoltre ha subito alcune modifiche dal punto di vista grafico. Per quanto riguarda l'interfaccia Qt di YaST è stata completata la transizione alle librerie Qt4 con l'aggiornamento del centro di controllo che è anche stato riorganizzato graficamente. È stata inoltre introdotta un'anteprima tecnologica di WebYaST, un'interfaccia web per l'amministrazione remota del computer. È stata modificata la gestione del download dei pacchetti in Zypper che inoltre supporta la possibilità di scaricare tutti i pacchetti prima di installarli.
L'ambiente desktop KDE, invece, beneficia dell'aggiornamento alla versione 4.3.1. Sono incluse le versioni per KDE 4 di importanti applicazioni come Amarok, digiKam, K3b, Konversation e KNetworkManager. Mozilla Firefox è maggiormente integrato con KDE come conseguenza della scelta di utilizzarlo come browser web predefinito. Per quanto riguarda le consuete personalizzazioni grafiche è stato perseguito l'obiettivo di creare uno stile distintivo ed integrato tra KDE ed openSUSE seguendo l'invito di un importante sviluppatore di KDE. KDE 3 non è più presente sul supporto di installazione (DVD), ma rimane a disposizione tramite openSUSE Build Service ed installabile senza conflitti con KDE 4. Durante l'installazione da DVD KDE è l'ambiente desktop pre-selezionato secondo la preferenza espressa dalla comunità.
L'ambiente desktop GNOME, aggiornato alla versione 2.28, è caratterizzato graficamente dall'introduzione di un nuovo tema denominato Sonar. A differenza della versione 2.28 rilasciata dal progetto GNOME, openSUSE include ancora Pidgin al posto di Empathy, ritenuto non ancora sufficientemente rifinito per essere incluso come client di messaggistica istantanea predefinito. È inclusa inoltre un'anteprima del futuro GNOME 3.0.
Data la grande popolarità dei social network, la comunità ha scelto di includere nuovi programmi specifici per la loro fruizione: Gwibber (un nuovo client per GNOME con supporto per Twitter, Identi.ca, Facebook, Flickr ed altro) e ChoqoK (un client per KDE che supporta Twitter e Identi.ca). Sempre per KDE è inoltre stato incluso il supporto a Facebook in Kopete e sono stati aggiunti alcuni plasmoidi specifici.
Le immagini ISO messe a disposizione possono essere avviate anche da memorie USB facilitando così l'installazione anche su sistemi privi di lettori di dischi ottici come i netbook. I supporti Live-CD includono un maggior numero di lingue, completo supporto per la stampa e The GIMP. Il periodo di supporto ufficiale è terminato il 12 maggio 2011. Ulteriore supporto viene offerto tramite il progetto comunitario Evergreen.

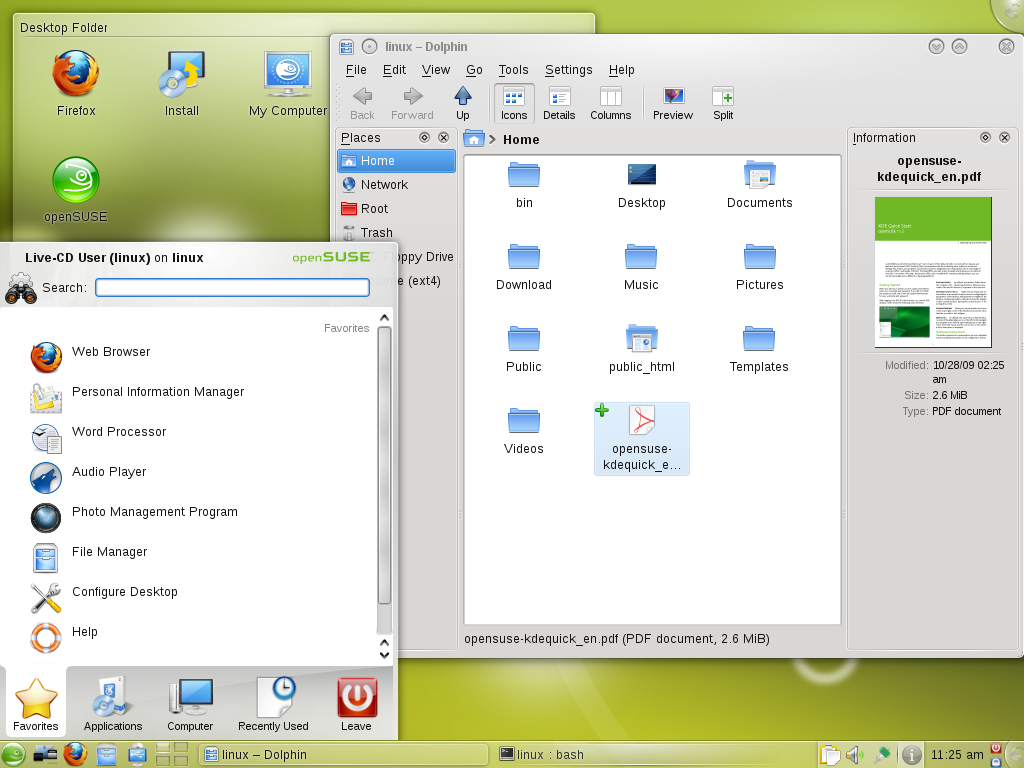
Ambiente KDE
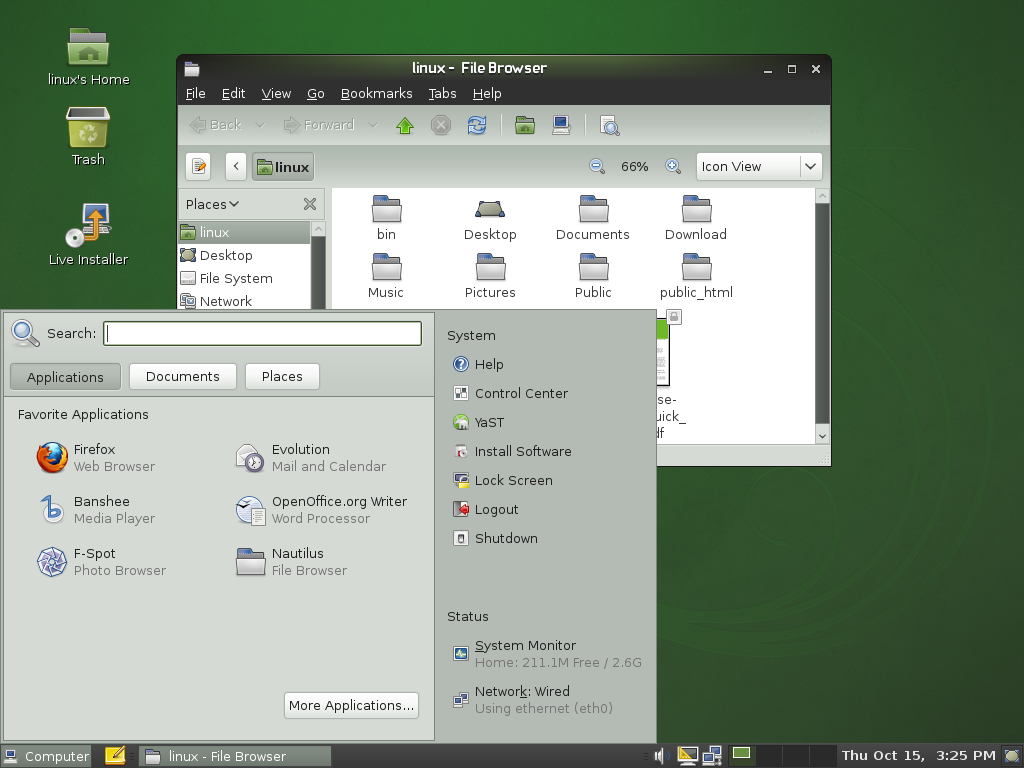
Ambiente GNOME

### openSUSE 11.3
La versione 11.3 è stata pubblicata il 15 luglio 2010, dopo 8 mesi di sviluppo. Secondo quanto dichiarato dalla comunità, le principali novità sono:
- il migliorato supporto ai netbook, iniziato con la versione 11.2, che si avvantaggiano di una maggiore facilità nell'installazione del sistema operativo e dell'introduzione dell'ambiente di lavoro Plasma Netbook che accompagna l'aggiornato ambiente desktop KDE;
- l'introduzione del file system Btrfs che è selezionabile durante l'installazione;
- vari miglioramenti a zypper, il gestore dei pacchetti a riga di comando;
- l'introduzione di LXDE, un nuovo ambiente desktop che va ad aggiungersi agli altri ambienti già disponibili sul supporto di installazione. LXDE viene proposto soprattutto per computer dalle limitate capacità hardware.

Dal punto di vista tecnico la versione 11.3 fornisce aggiornamenti ai pacchetti e nuove funzionalità, particolarmente importanti l'introduzione del Kernel Mode Setting (KMS) abilitato in modo predefinito per le schede video ATI, Intel e NVIDIA. Queste ultime utilizzeranno, in modo predefinito, il driver Nouveau. Viene inoltre introdotto Upstart come sostituto opzionale del tradizionale Init e GRUB 2 proposto come anteprima di valutazione, ma non integrato. Tra le nuove applicazioni incluse è presente anche il client di un servizio online di backup, sincronizzazione e condivisione di file. Trattandosi di un'applicazione non ancora open source, è stata inclusa nei supporti/repository dedicati al software proprietario.
Il desktop KDE, aggiornato alla versione SC 4.4.4, oltre ai consueti aggiornamenti presenta un sistema di installazione su richiesta denominato KSuseInstall proposto in particolar modo per i codec audio necessari ad Amarok e per i pacchetti di debug. KUpdateApplet supporta l'aggiornamento a nuove versioni dell'intera distribuzione. Per migliorare l'integrazione grafica tra applicazioni KDE e GTK viene proposto un nuovo tema per queste ultime. Il desktop GNOME, oltre all'aggiornamento alla versione 2.30.1, propone anche un'anteprima della futura versione 3.0. L'aggiornamento di GNOME comporta novità e miglioramenti alle applicazioni fornite. Oltre a questo la comunità openSUSE ha scelto di sostituire Beagle, lo storico indicizzatore di file presente in openSUSE fin dalla prima versione e in SUSE Linux dalla versione 9.3, con Tracker. Inoltre, diversamente da quanto deciso per openSUSE 11.2, Empathy prende il posto del client di messaggistica istantanea Pidgin. La versione GTK di YaST è stata oggetto di profonde revisioni per quanto riguarda la gestione del software.
Il periodo di supporto ufficiale è terminato il 20 gennaio 2012.

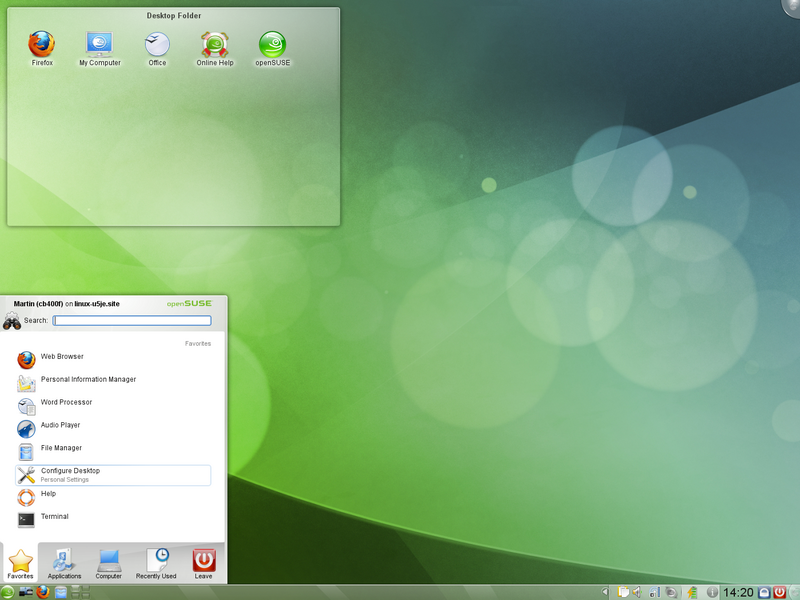
Ambiente KDE SC
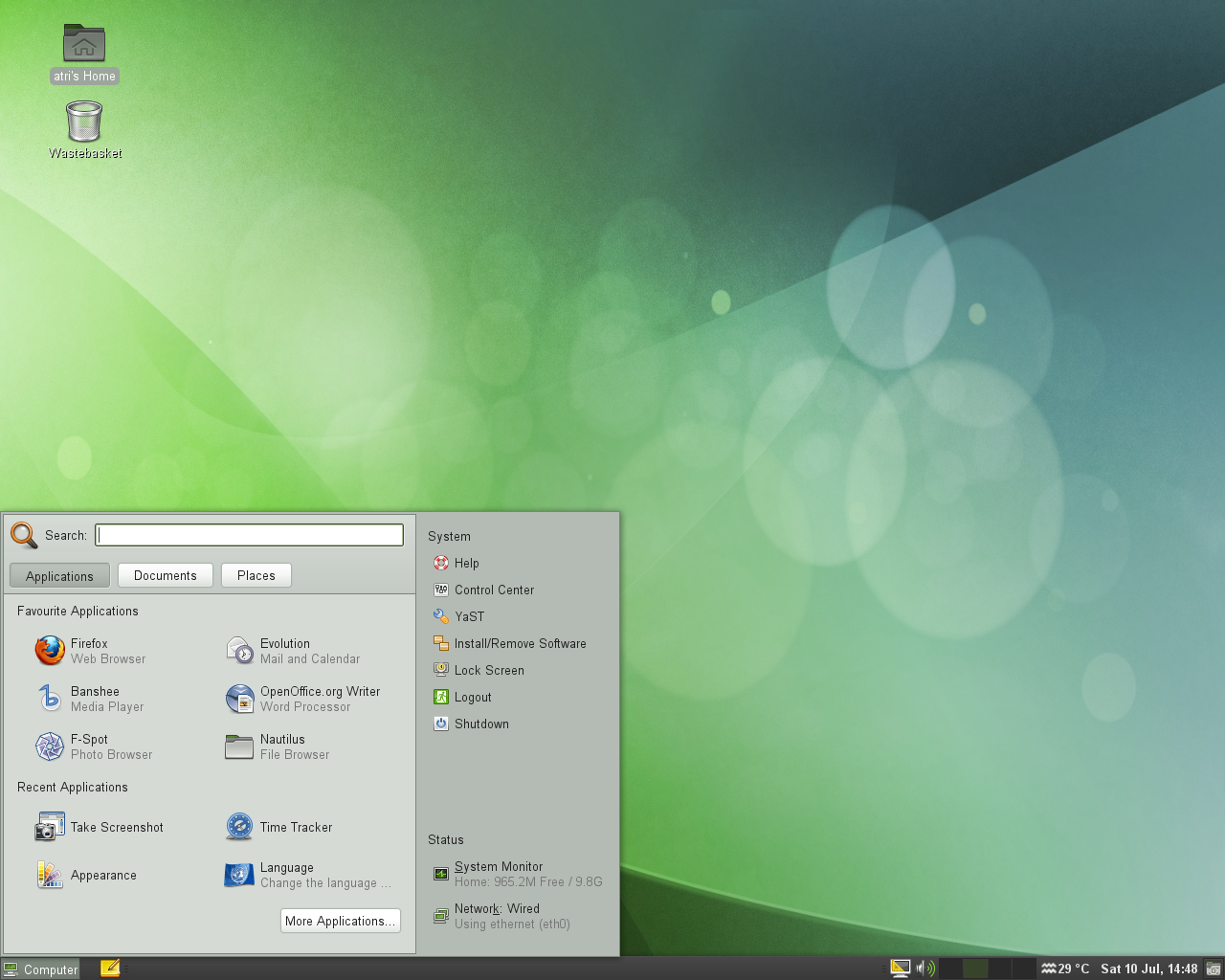
Ambiente GNOME
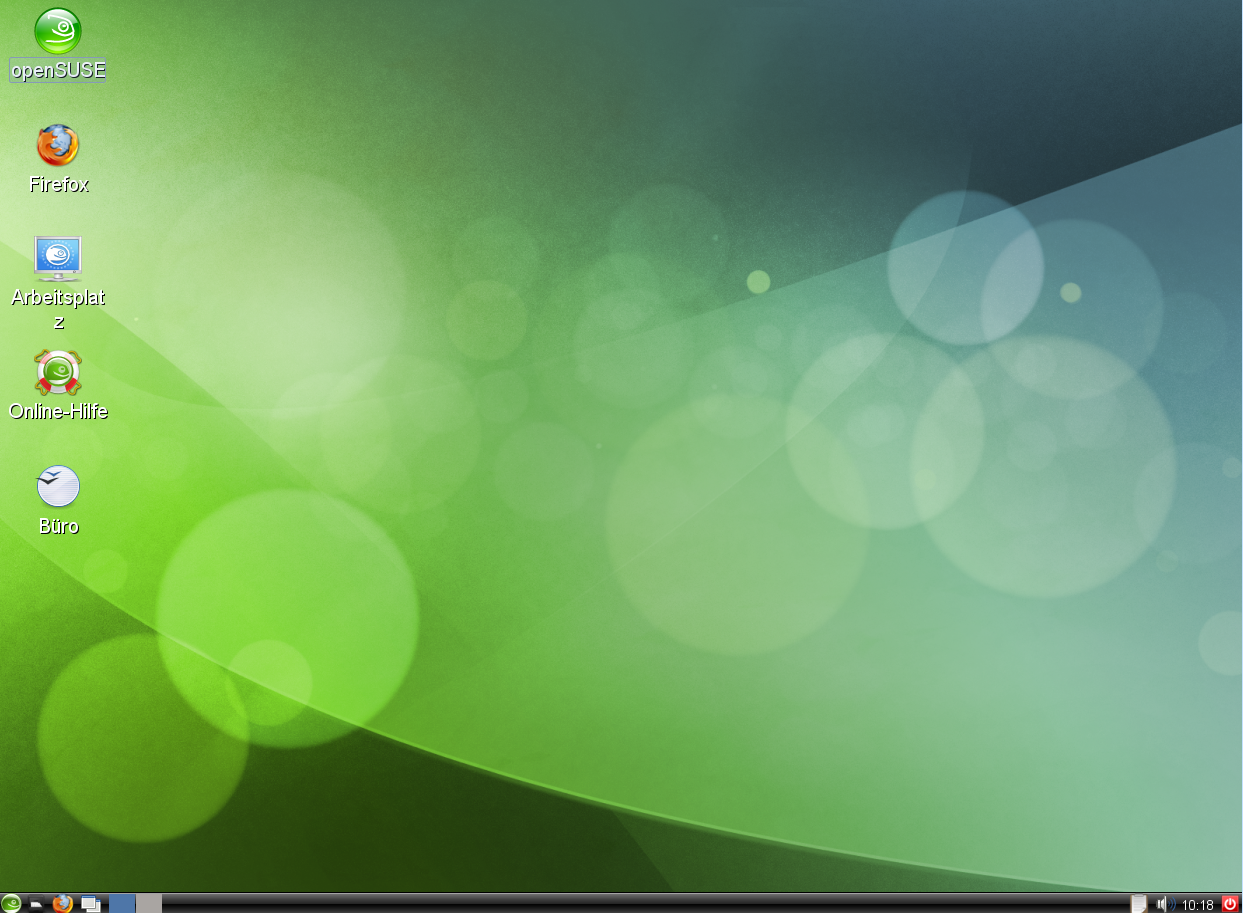
Ambiente LXDE

### openSUSE 11.4
La versione 11.4, numerazione inusuale rispetto alle precedenti versioni, è caratterizzata dai consueti aggiornamenti ai pacchetti sia per quanto riguarda il sistema di base sia dal punto di vista dei numerosi ambienti desktop inclusi. La comunità sottolinea il miglioramento delle prestazioni ottenuto grazie all'adozione del kernel Linux 2.6.37, noto per la maggiore reattività sui sistemi desktop e per l'aggiunta di nuovi driver wireless open per i dispositivi Broadcom.
Per quanto riguarda gli strumenti caratterizzanti il sistema operativo, ZYpp, il gestore dei pacchetti utilizzato tramite l'interfaccia grafica offerta da YaST, è corredato da un nuovo backend basato su MultiCurl. Viene così introdotto il supporto per i trasferimenti zsync e per i download tramite Metalink. Gli sviluppatori dichiarano che questa novità comporta un più rapido aggiornamento delle fonti di installazione dei pacchetti ed un aumento della velocità di aggiornamento dei pacchetti stessi grazie alla possibilità di scaricare solo le parti modificate, non l'intero pacchetto. Il passaggio a questo nuovo backend consente anche un migliore supporto ai proxy.
Viene introdotto WebYaST, un nuovo strumento di gestione considerabile come la versione web di YaST. Consente di gestire il sistema localmente o remotamente tramite il browser.
Tra i vari interventi relativi alla sequenza d'avvio, di particolare importanza è l'introduzione ed integrazione nel sistema operativo di systemd e di GRUB 2. Non sono ancora utilizzati in modo predefinito, ma l'utente può scegliere di provarli in attesa di una loro futura adozione predefinita. Dal punto di vista dell'offerta desktop questa versione include, come nei precedenti rilasci, 4 ambienti desktop completamente supportati e rifiniti dai rispettivi gruppi di lavoro della comunità:
- l'ambiente desktop KDE[64] è aggiornato alla versione 4.6 ed offre quindi ai suoi utenti tutti i miglioramenti apportati rispetto alla versione 4.4 che era inclusa nella precedente versione di openSUSE.
- Gli utenti GNOME[65] hanno a disposizione la versione 2.32, l'ultimo rilascio stabile della serie 2.x prima del passaggio a GNOME 3 che openSUSE offre come anteprima per i propri utenti.
- L'ambiente Xfce viene proposto aggiornato alla versione 4.8 caratterizzata da vari miglioramenti.
- LXDE 0.5 offre un ambiente desktop leggero per computer con risorse limitate (secondo la comunità necessita di un minimo di 114 MB di RAM). L'ambiente è offerto con vari miglioramenti ed integrazioni con il resto del sistema operativo.

Come nelle precedenti versioni il browser predefinito è Mozilla Firefox. Nel pacchetto di openSUSE 11.4 rilasciato inizialmente era inclusa la versione 4.0 beta 12, aggiornata appena disponibile la versione finale. La suite d'ufficio non è più OpenOffice.org personalizzato con le modifiche prodotte dal progetto Go-oo. Al suo posto viene introdotto LibreOffice 3.3.1, la comunità dichiara che openSUSE è la prima distribuzione maggiore ad includere questa nuova suite.
Il periodo di supporto ufficiale è terminato il 5 novembre 2012.

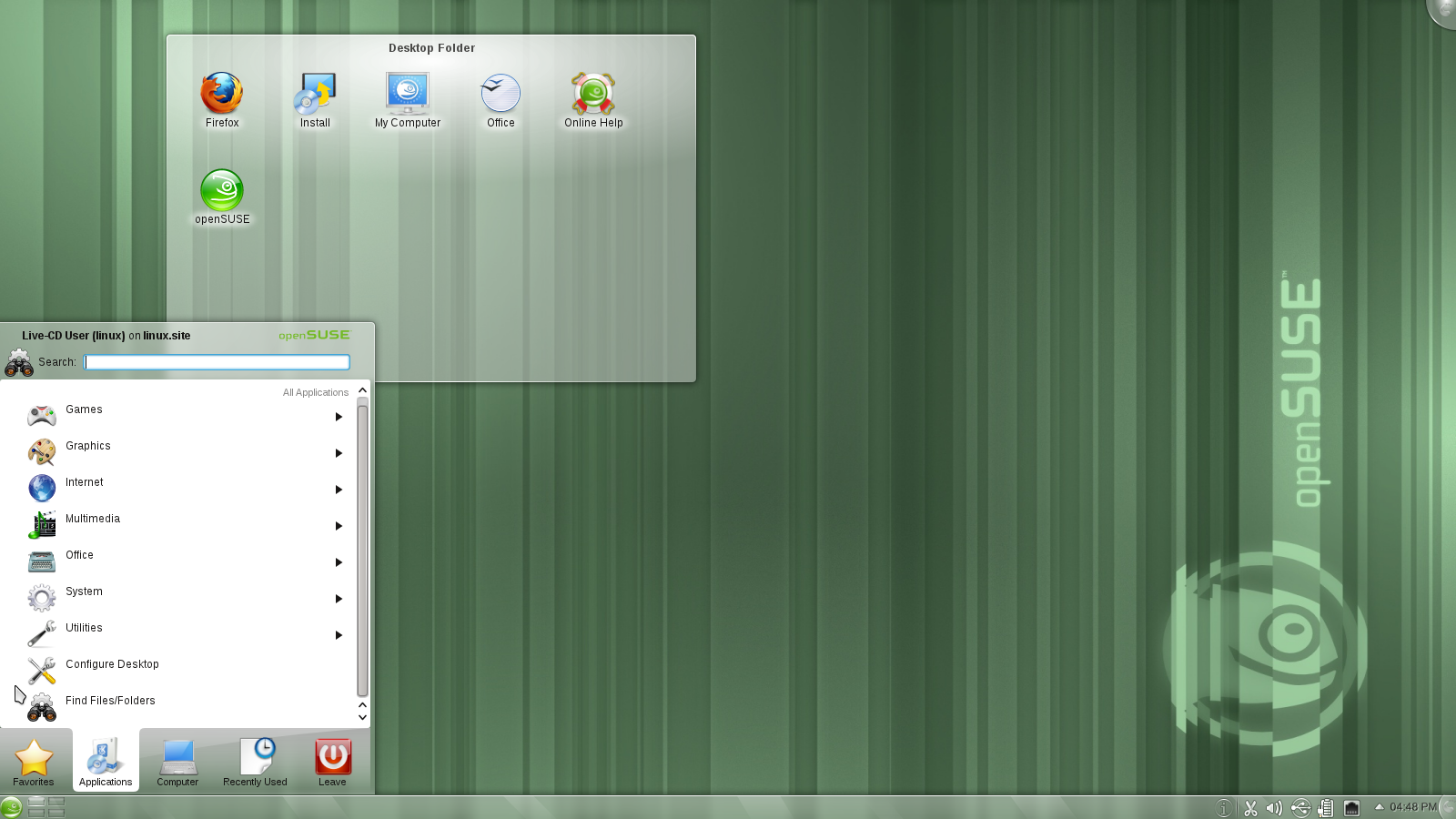
Ambiente KDE SC
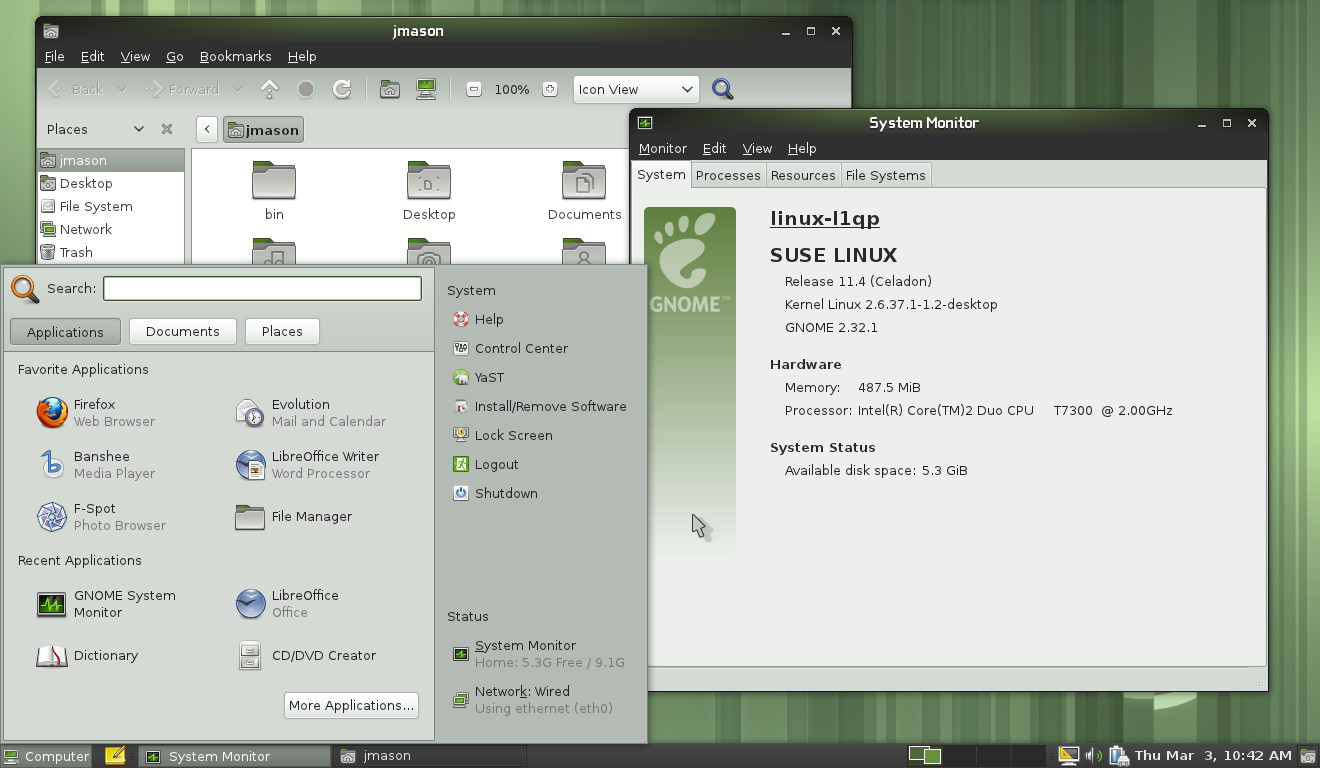
Ambiente GNOME
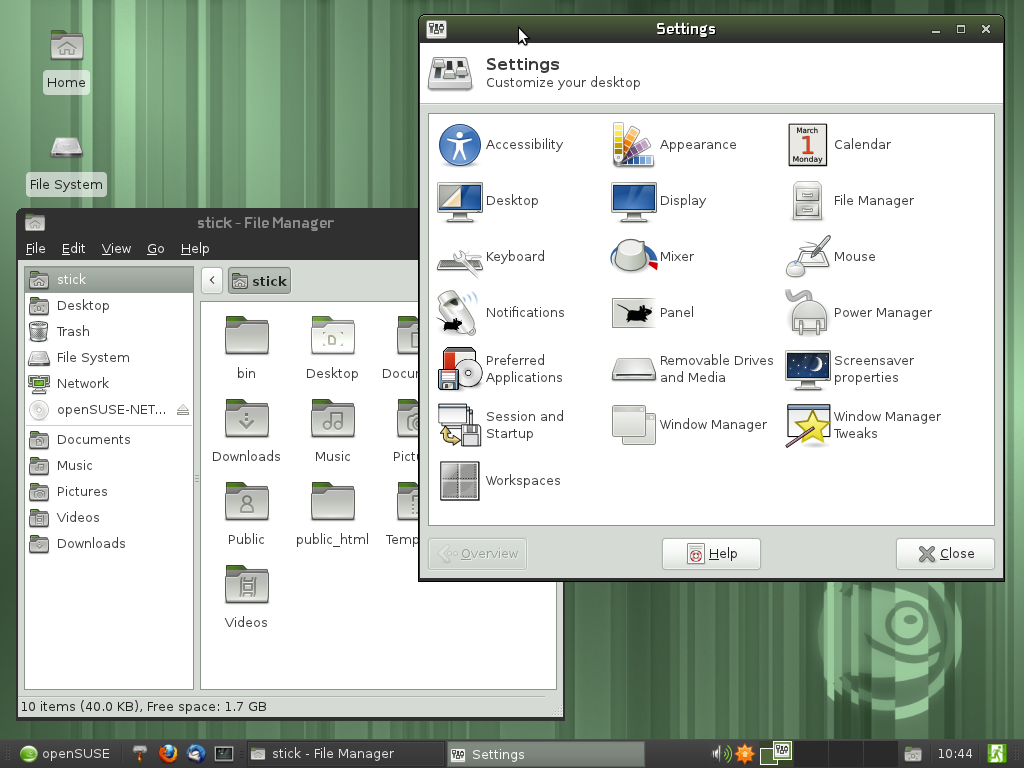
Ambiente Xfce
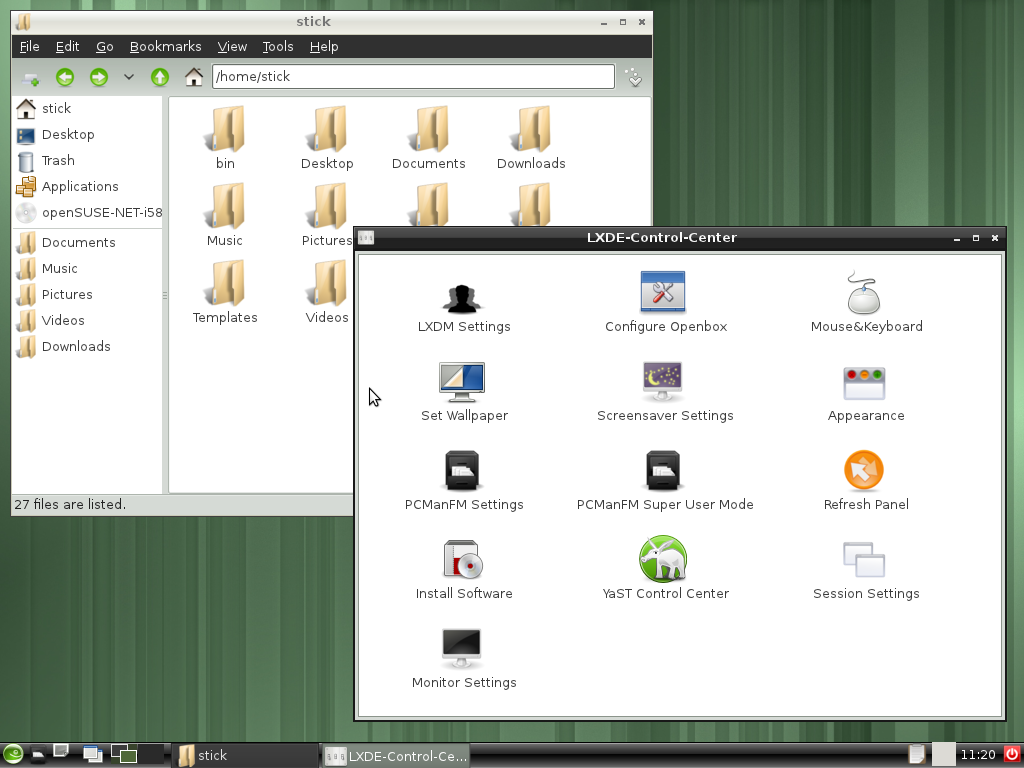
Ambiente LXDE

### openSUSE 42.1
Questa versione si divide in due sottoversioni: la "Leap" (balzo) e la "Tumbleweed". Con la "Leap" gli utenti novizi ed avanzati possono ottenere la versione GNU/Linux più usabile ed un sistema operativo maggiormente stabile in virtù del ciclo di rilascio regolare di open SUSE. Si ha la possibilità di scegliere l'ambiente desktop, di configurare il sistema e godere al meglio del sistema operativo. Con la versione "Tumbleweed", che é rolling release, l'utente ha la possibilità di ottenere i pacchetti software più recenti come, ad es., il kernel, SAMBA, Git ed altre applicazioni desktop e per l'ufficio. È chiaro, quindi, che essa è per lo più rivolta agli utenti avanzati, come i contributori di openSUSE e gli sviluppatori di software.

### openSUSE 42.2
Questa versione sfruttava il codice sorgente di SUSE Linux Enterprise (SLE) Service Pack 2, da sempre sinonimo di affidabilità e stabilità. La quantità di pacchetti rispetto alla release precedente era cresciuta del 17%, con ben 1400 nuovi elementi. Uno di questi comprendeva addirittura GNU Health 3.0.4, rivolto ai sistemi informatici ospedalieri e capace di gestire ed analizzare un'enorme quantità di dati riguardanti pazienti ed infrastrutture sanitarie. In questa versione c'erano "Docker 1.12", le librerie grafiche "Qt LTS 5.6" con ben 800 migliorie rispetto alla release precedente, e poi "Gtk 3.2" e "Gnome Builder". Nella Leap 42.2 c'era pure il tool "SNAPPER", utile per la gestione degli snapshot con filesystem Btrfs. Il supporto per questa versione terminava il 26 gennaio 2018.

### openSUSE 42.3
Questa edizione è stata pubblicata il 26 luglio 2017 e beneficerà del supporto fino al 31 gennaio 2019. La terza edizione della serie 42 di Leap ha più di 10.000 pacchetti e offre agli utilizzatori orientati alla stabilità un rilascio con supporto hardware nuovo o rinnovato. Il rilascio si basa sullo stesso kernel Linux 4.4 con supporto a lungo termine (Long-Term-Support, LTS) contenuto nella precedente versione di Leap. Questo rilascio di openSUSE Leap è particolarmente adatto ai server grazie al suo profilo di installazione server e al suo installatore completo in modalità testuale, che include tutte le opzioni di YaST senza un ambiente grafico. Leap 42.3 fornisce ai propri utilizzatori un sistema operativo server affidabile per la distribuzione di servizi IT in ambiente fisico, virtuale o per il cloud. Poiché Leap e SLE condividono una base comune, lo sviluppo di pacchetti su Leap per essere usati in produzione su SLE non è mai stato più semplice. Inoltre, gli integratori di sistema possono sviluppare su Leap con la possibilità di vedere il proprio lavoro incorporato in futuri rilasci di SLE.
Leap 42.3 fornisce gli strumenti, i linguaggi e le librerie per sviluppo e progettazione software sostenibili. Su Leap sono disponibili versioni di Python, Ruby, Perl, Go, Rust, Haskell e PHP adatte a finalià professionali.
Gli aggiornamenti del kernel e dello stack grafico consentono l'uso di più hardware e forniscono stabilità e miglioramenti delle prestazioni.

### openSUSE Leap 15.0
Questa versione è stata pubblicata il 25 maggio 2018 e beneficerà del supporto triennale fino a maggio 2021.
Tra le novità di spicco si ha la possibilità di effettuare una più facile migrazione a SUSE Linux Enterprise (SLE), la versione a pagamento più confacente ad un ambiente aziendale in cui sono richiesti maggiori standard prestazionali. Leap 15 porta un nuovo partizionatore, integra il software Kopano di Groupware ed è passato a Firewalld. Viene distribuito anche da Linode per impostazioni cloud ed infrastrutture su hardware di qualità (high-end) come, ad esempio, i Tuxedo laptops. In cima a tutto questo openSUSE Leap 15 introduce una selezione a ruolo di sistema con server classico oppure con ruolo di server commerciale (transactional) con aggiornamenti e file system di root di sola lettura. Questo porta i benefici di aggiornamenti minuscoli in un più completo ambito di impiego: dall'Internet delle cose (IoT) e dai dispositivi embedded fino ai ruoli classici di server e desktop. Indipendentemente da ciò, Leap 15 è stato continuamente ottimizzato per scenari d'uso cloud come la virtualizzazione dell'ospite, e nello stesso tempo offre una certa varietà di ambienti desktop comprendenti naturalmente anche i blasonati GNOME e KDE e presenta il ritorno delle immagini live per dei semplici "giri di prova" della distribuzione. La pagina di download della distribuzione offre immagini .iso di rete complete (net-install) e per chiavetta USB e DVD. Esistono anche edizioni di dischi live per gli ambienti desktop KDE Plasma e GNOME.
Dalla versione 15.4 fa uso del Kernel Linux 5.14.21, abbandonando le precedenti versioni 4.4 e 4.12.